# Культура Ульяновска

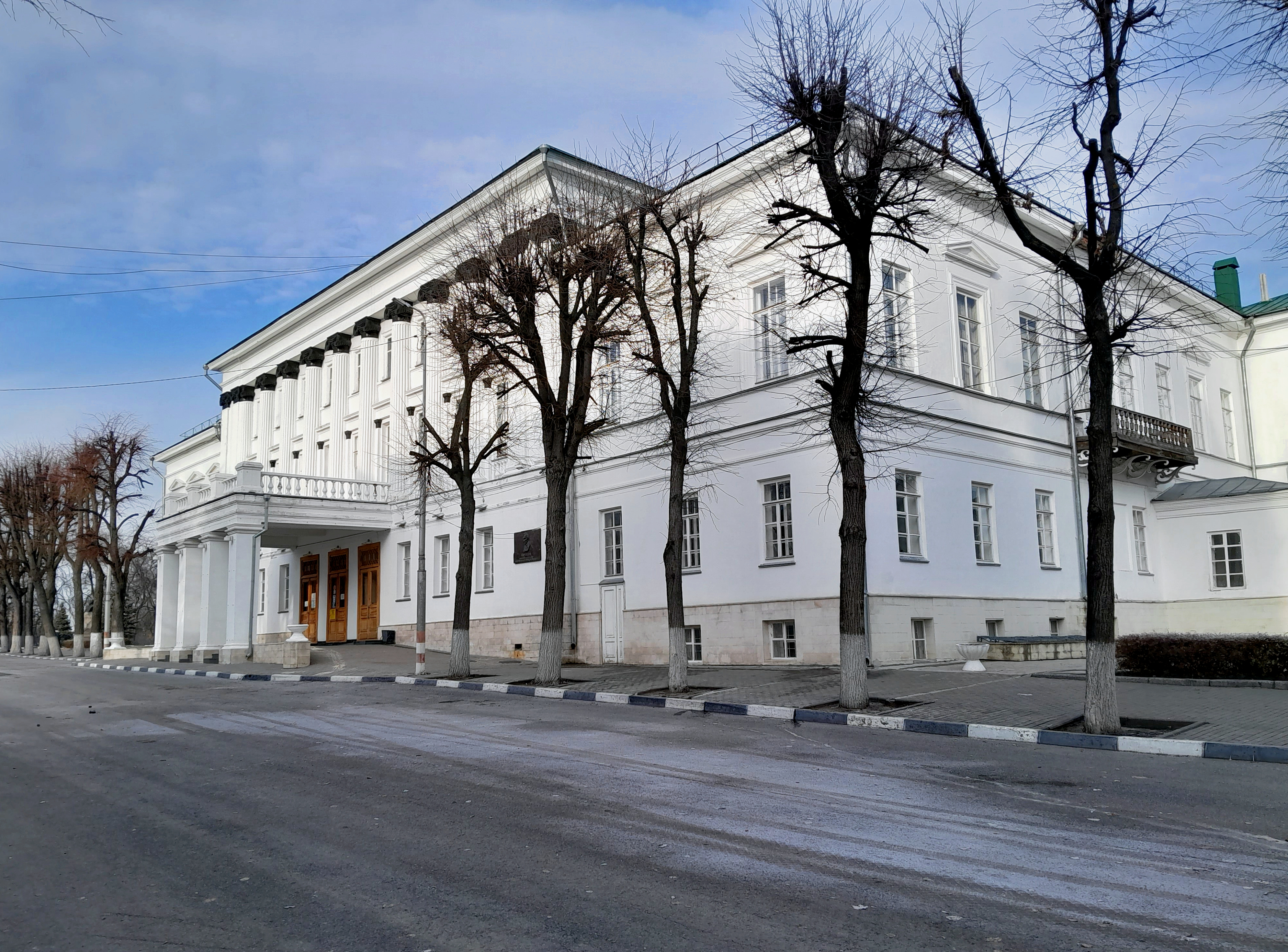
Здание Дворянского собрания, где в левом крыле находилась Карамзинская библиотека.

Город Ульяновск ведет активную культурную политику по повышению творческого потенциала жителей города и области, сохраняя классические достижения многих культурных деятелей, родившихся и работавших в Ульяновске, а также способствует развитию современных направлений во многих областях культуры. В городе воздвигнуто множество культурных объектов.

## История

### Дореволюционный период (до 1917 г.)
В 1768—1769 гг. во время научного путешествия по Поволжью в Симбирске полгода прожил Паллас Пётр Симон.
В связи с Пугачёвским восстанием, в период с 1773 по 1774 годы, Симбирск три раза посещал Державин Гавриил Романович, когда в составе полка участвовал в подавлении восстания Пугачёва.
В октябре 1774 года в Симбирск прибыл историк, академик Пётр Иванович Рычков, для написания своей «Хроники осады Оренбурга» и заказал художнику несколько копий портретов Пугачёва, но не маслом, а тушью на бумаге.
27 ноября 1774 года, как свидетельствует из собственноручной надписи на пьесе господина М. И. Веревкина, «комедия „Пугачев Емелька“ в трёх действиях представлена в первый раз на Симбирском театре благородными действующими лицами».

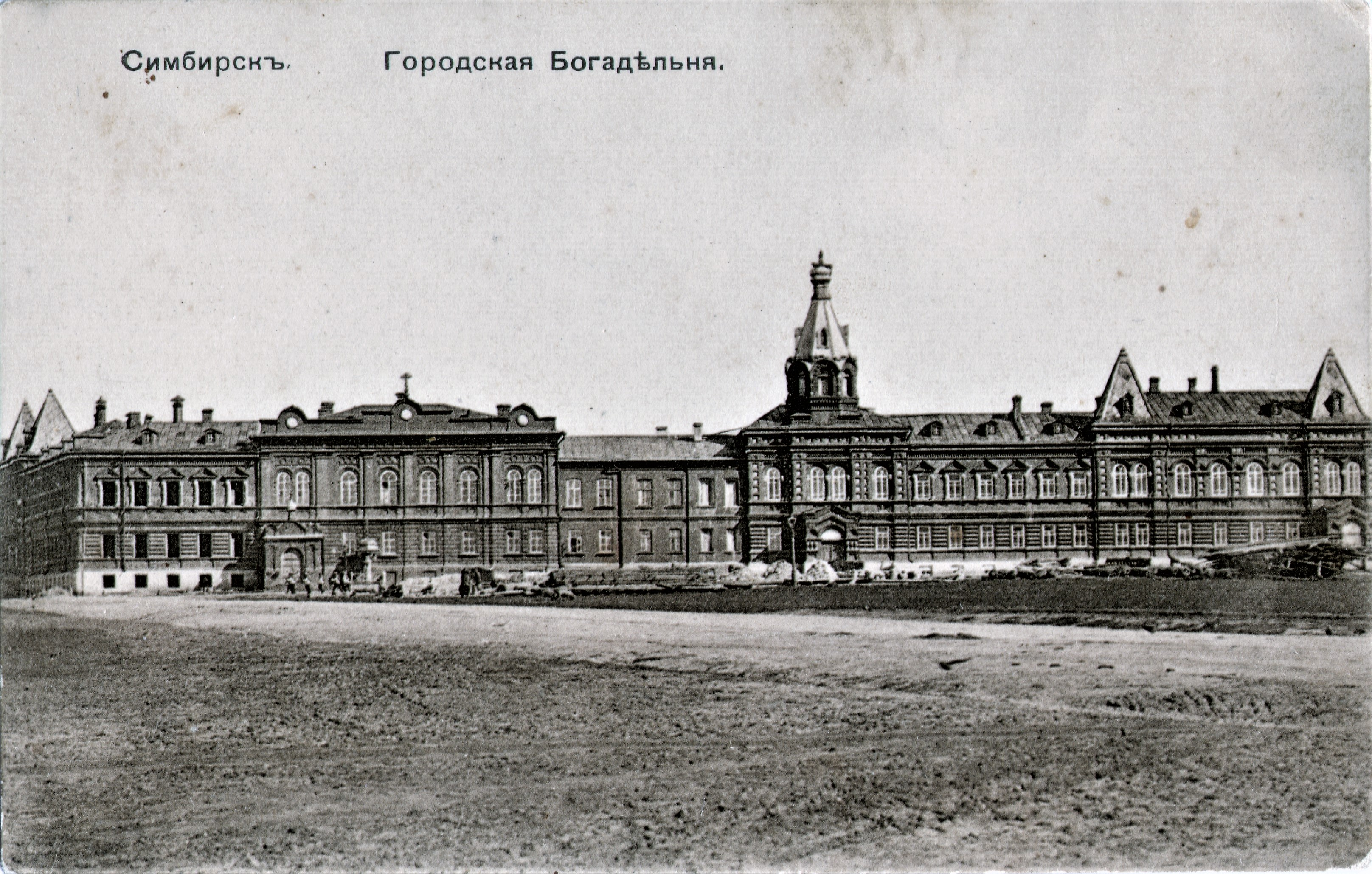
Кирпичниковский приют (богадельня). В 1909 г. электротеатр «Одеон», в 1926 г. — кинотеатр «Красная звезда»

В 1780 году в доме помещика Н. А. Дурасова был открыт первый в городе и один из первых в России крепостных театров — крепостной театр Дурасова. В подготовке актёров для него принимал участие замечательный мастер сцены П. А. Плавильщиков. Театр Дурасова просуществовал пять лет. Позднее, в 1790-е годы, в Симбирске сложились две театральные труппы крепостных актёров: Татищевская и Ермоловская.
29 октября (17 октября) 1782 года путешествуя в городе побывал Алексей Бобринский.

Мемориальная табличка «Богадельня»

В 1799 году в Симбирске в здании Главного народного училища (гимназия) открыта Губернская типография. Единственный деревянный ручной типографский станок для Симбирской типографии был приобретён у наследников прославленного полиграфиста и поэта-любителя Николая Еремеевича Струйского.
В 1802 году путешествуя по России, по приказу императора Александра I, в секретной экспедиции, в Симбирске были: генерал Г. М. Спренгтпортен и А. Х. Бенкендорф.
15 марта 1818 года было открыто Симбирское женское общество христианского милосердия.
С 1823 по 1825 годы, в ссылки жил русский философ, писатель, вице-президент Академии художеств А. Ф. Лабзин.
В 1829—1833 годах в городе работали известный антрепренёр Соколов Пётр Алексеевич и его гражданская жена оперная певица Иванова Евдокия Алексеевна.
Осенью 1833 года проездом в Оренбург в Симбирске останавливался великий русский поэт Александр Сергеевич Пушкин.
Во второй половине 1830-х годов в Симбирске был построен второй Временный театр, который располагался на перекрёстке улиц Бараньей слободки (ныне начало улицы Минаева) и Александровской площади, где сейчас находятся корпуса областной больницы, наискосок Александровского сада. Работал Временный театр только летом, а в остальное время представления шли в «Доме Дурасова».
3 июня 1837 года вышел первый номер газеты «Симбирские Губернские Ведомости».
В 1838—1840 гг. на Николаевской площади, близ Покровского монастыря, был открыт Николаевский дом призрения, на средства купечества содержалось до 50 человек обоего пола. Но в 1880 году городская дума заняла здание под больницу. В 1882 году симбирский купец Алексей Петрович Кирпичников пожертвовал городу принадлежащие ему два дома, со всеми надворными строениями (на углу Ярмарочной площади и Ново-Казанской улицы (ныне ул. Гагарина и ул. Можайского)). Один из домов предназначался для Николаевского дома призрения неимущих; второй — для детскогоприюта, который городская дума постановила открыть в честь спасения императора Александра II при покушении 2 апреля 1879 года.
Первый раз в 1847-м, второй — 21 сентября (9 сентября) 1857 года в Симбирске побывал знаменитый украинский поэт Тарас Шевченко.
18 апреля 1848 году открыта одна из первых библиотек в Поволжье — Карамзинская общественная библиотека, а в 1893 году — Гончаровская библиотека.
27—29 мая 1865 года драматург А. Н. Островский (у него здесь жил и работал младший брат М. Н. Островский, будущий министр государственных имуществ) и его спутники: прозаик И. Ф. Горбунов и этнограф-беллетрист С. В. Максимов, прибыли в Симбирск намереваясь дать в городе концерт, но театр не работал, поэтому отправились вниз по Волге. Впечатления и материалы этих дней были использованы в пьесах «Лес» и «Таланты и поклонники».
В 1859 году в Симбирске открылась первая частная типография, принадлежавшая издателю, публицисту, музыканту Василию Васильевичу Черникову.
В 1867 году купцом Юргенсом был открыт первый книжный магазин в Симбирске.

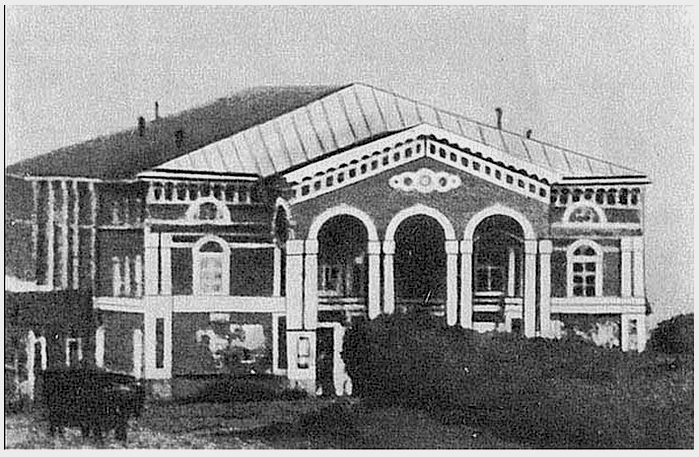
Старый деревянный театр (1846 — 1879).

В 1879 году на улице Большой Саратовской (ныне улица Гончарова), в деревянном здании был открыт драматический театр.
30 июля 1895 года в городе открылась Симбирская губернская учёная архивная комиссия.
В мае 1898 года в Симбирске состоялся первый киносеанс. Заезжий гастролёр-киномеханик Никольский несколько дней «крутил» короткие ленты в здании городского театра Д. С. Булычевой.
3-5 октября 1898 года Симбирск широко отметил 250-летие своего существования. К этой дате Санкт-Петербургский монетный двор выпустил золотой и серебряный жетон. А Симбирская типо-литография выпустила книгу Павла Любимовича Мартынова «Город Симбирск за 250 лет его существования». 4 октября 1898 года в зале Дворянского собрания состоялся Торжественный обед.
Весной 1905 года в город приехал театр Махотина.
В 1907 году открылся первый в городе электротеатр «Патэ», работавший до 1923 года. Он разместился на втором этаже бывшего доходного дома И. И. Сусоколова на углу Большой Саратовской и Верхне Чебоксарской улиц (ныне Гончарова, 28).
В 1907 году впервые в Симбирске появилась татарская труппа, когда ею была поставлена комедия А. Н. Островского «В чужом пиру похмелье» в изменённом переводе Кудашева-Ашказарского под названием «Свет и тьма». На следующий год под руководством Габдуллы Кариева был поставлен другой спектакль. Под влиянием этих представлений в начале 1910-х годах в городе возник татарский театральный коллектив «Ирек» («Свобода»), руководителем которого стал Б. Тарханов, впоследствии известный татарский актёр. В труппе играл С. Булатов, позднее известный режиссёр и актёр. С 1918 года коллектив стал называться «Кызыл йолдыз» («Красная звезда»).
В 1908 году огромной популярностью пользовался прибывший из Нижнего Новгорода «Плавучий театр „Наяда“». Киносеансы в сочетании с волжскими видами и предлагавшимся угощением привлекали широкую публику.
24 августа 1908 года на втором этаже доходного дома Карташевых и Зеленковых (ныне ул. Гончарова, 17) открылся кинотеатр «Модерн».
В декабре 1909 года в городской богадельне (ул. Можайского, 8) открылся электротеатр «Одеон», в 1926 году в нём находился кинотеатр «Красная звезда».
В начале 1910 года открывается кинотеатр «Аполло» в фойе городского театра, а на 1-м этаже Троицкой гостиницы работал общедоступный «Калейдоскоп».

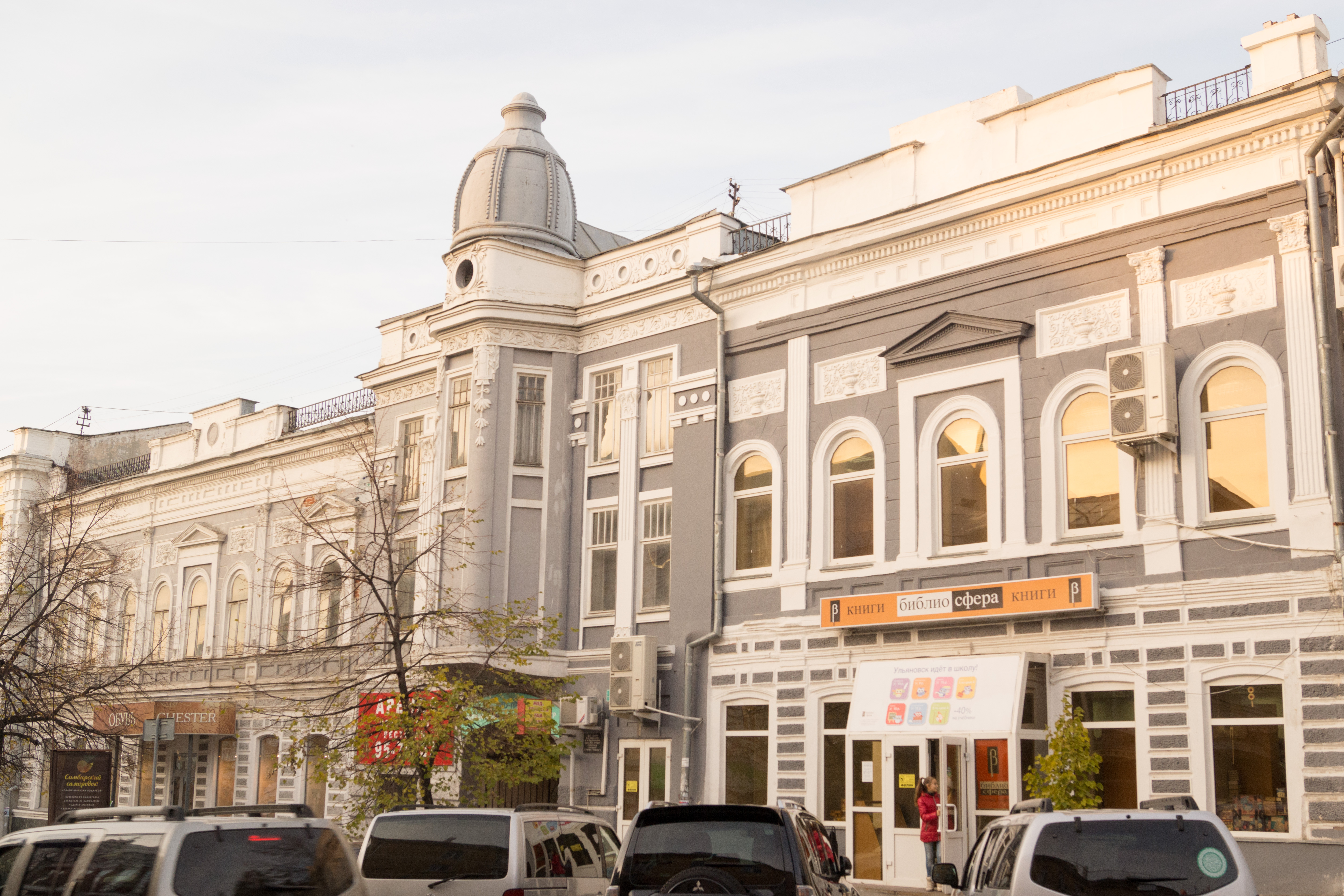
Здание кинотеатра «Экспресс» / «Пионер» (ул. Карла Маркса, 7)

28 марта 1911 года состоялось открытые нового кинотеатра города — «Экспресс», разместившегося на Дворцовой улице (ныне ул. Карла Маркса), в двух домах, принадлежавших А. А. Крупенникову.
В июне 1912 году в городе прошли торжественные мероприятия по случаю столетнего юбилея великого писателя Ивана Александровича Гончарова: 6 июня, на бульваре Новый Венец, был заложен краеугольный камень будущего Дома-памятника Гончарову, улица Большая Саратовская была переименована в Гончаровскую, 18 июня, в Винновке, была установлена Мемориальная беседка Гончарова, а в зале Дворянского собрания прошло публичное заседание архивной комиссии.
В 1912 году у Троицкого собора прошли торжества посвящённые 100-летнему юбилею Отечественной войне 1812 года. В этом же году на средства купца Н. С. Зеленкова по проекту Ф. О. Ливчака построено здание кинотеатра «Ампир» (ныне Художественный). Кинотеатр стал считаться лучшим в городе, а здание стало украшением города.
В 1912 году впервые в городе на Новом Венце режиссёр и художник Чеслав Сабинский снимает фильм «Гроза» по А. Островскому.
С сентября до начала октября 1918 года, в политотделе 5-й армии Восточного фронта РККА, которая освобождала Заволжский посёлок, служил Ярослав Гашек — чешский писатель-сатирик, автор книги про похождения бравого солдата Швейка.

## Советский период (1918—1991)
Зимой 1918—1919 годов в Симбирске побывал американский журналист Джон Рид.
С 15 февраля 1920 года, по постановлению губернской коллегии отдела народного образования, Симбирский городской театр преобразовывался в «Большой рабоче-крестьянский театр».
В начале июля 1920 года в Симбирск приехали 28 делегатов Второго конгресса Коминтерна из 22 стран. Среди них видные деятели международного коммунистического движения — Марсель Кашен, Жак Садуль, Винченцо Вацирка и другие.
В послереволюционный период было несколько попыток создать в Симбирске специальное художественное учебное заведение. До ноября 1921 года при художественном подотделе губернского отдела народного образования существовала изобразительная школа. В 1920 году Симбирский Губполитпросвет организовал студию «Красная Звезда» под руководством Д. И. Архангельского, И. П. Гурьева, П. С. Добрынина. Студия проработала один год. С мая 1922 при Доме рабочей культуры (ныне здание областной филармонии) около года работала студия, где обучали рисованию, живописи и черчению. 1 ноября 1921 г. был образован художественный техникум «Изо-музо-тео», но 23 августа 1923 г. техникум был закрыт.
10 декабря 1923 года на улице Ленина открылся Дом-музей В. И. Ленина.
21 января 1925 года открылся Дворец книги имени В. И. Ленина.
21 июля 1925 года Ульяновск посетила Клара Цеткин, деятель германского и мирового коммунистического движения, член президиума Коминтерна.
В мае 1933 года в кинотеатре «Художественный» прошёл первый в Ульяновске показ звукового кино — фильм «Встречный». Деньги на новую аппаратуру тогда собирали все предприятия города.
В 1933 году съёмочная группа под руководством кинорежиссёра Владимира Петрова снимала в городе некоторые эпизоды фильма «Гроза».
7 ноября 1935 года, по инициативе А. И. Ульяновой-Елизаровой, в Ульяновске открылся Дворец пионеров (ныне в этом здании находится Ульяновский областной театр кукол).
В 1936 году в Ульяновске основан Ульяновский филиал Куйбышевского отделения Союз художников РСФСР, с 1943 — самостоятельная организация.
В 1930-х гг. собирая материал для книги о Ленине в городе жила писательница Мариэтта Шагинян.
В 1938 году, на базе избы-читальни в Бутырках, открылась первая городская библиотека.
В июле 1941 года из Ленинграда прибыли экспонаты Центрального военно-морского музея, которые экспонировались в бывшей Евангелическо-лютеранской церкви до марта 1946 года.
С 1942 года по октябрь 1946 года, на ж/д станции «Ульяновск I», в эвакуации находился «Траурный поезд В. И. Ленина» — паровоз «У-127» и багажный вагон.
В марте 1943 года был создан Ульяновский областной комитет радиофикации и радиовещания, ныне ГТРК Волга.
1 апреля 1944 года был основан Ульяновский областной театр кукол.
26 мая 1944 года приказом Министерства культуры РСФСР была создана Ульяновская областная филармония.
В 1947 году было образовано Ульяновское училище культуры.
В 1956 году открылась Ульяновская областная детская библиотека имени В. И. Ленина.
В 1957 году на к/с Мосфильм, по пьесе Ивана Попова «Семья», режиссёром В. Невзоровым был снят х/ф «Семья Ульяновых», о юношеских годах В. И. Ульянова (Ленина) и семьи Ульяновых, прожитых в Симбирске до их отъезда в Казань.
4 ноября 1959 года был введён в эксплуатацию Ульяновский радиотелецентр.
В феврале 1961 года был создан Ульяновский русский народный хор.
В 1965 году в Ульяновске был снят фильм «Сердце матери» (режиссёр — Марк Донской). Первый фильм дилогии о семье Ульяновых, снятый на основе одноимённой книги Зои Воскресенской.
С 1967 года правление областной организации Союза журналистов СССР к дню печати присуждает областную премию имени М. И. Ульяновой за лучшие публикации года.
1 августа 1969 года в гостях у ульяновцев побывал детский итальянский писатель Джанни Родари.
3 сентября 1969 года гостем города стал правнук Карла Маркса — Робер Жан Лонге.
5-9 января 1970 года в Ульяновске состоялась выездная юбилейная сессия Академии медицинских наук СССР во главе с Министром здравоохранения СССР академиком Петровским Б. В.
28 января 1970 года состоялась юбилейная сессия отделения истории Академии наук СССР во главе с академиком Поспелов П. Н.. В сессии приняли участие представители исторических наук НРБ, ВНР, ГДР, МНР, ПНР, СРР, ЧССР и СФРЮ.
6 марта 1970 года Ульяновск посетила Министр культуры СССР Фурцева Е. А..

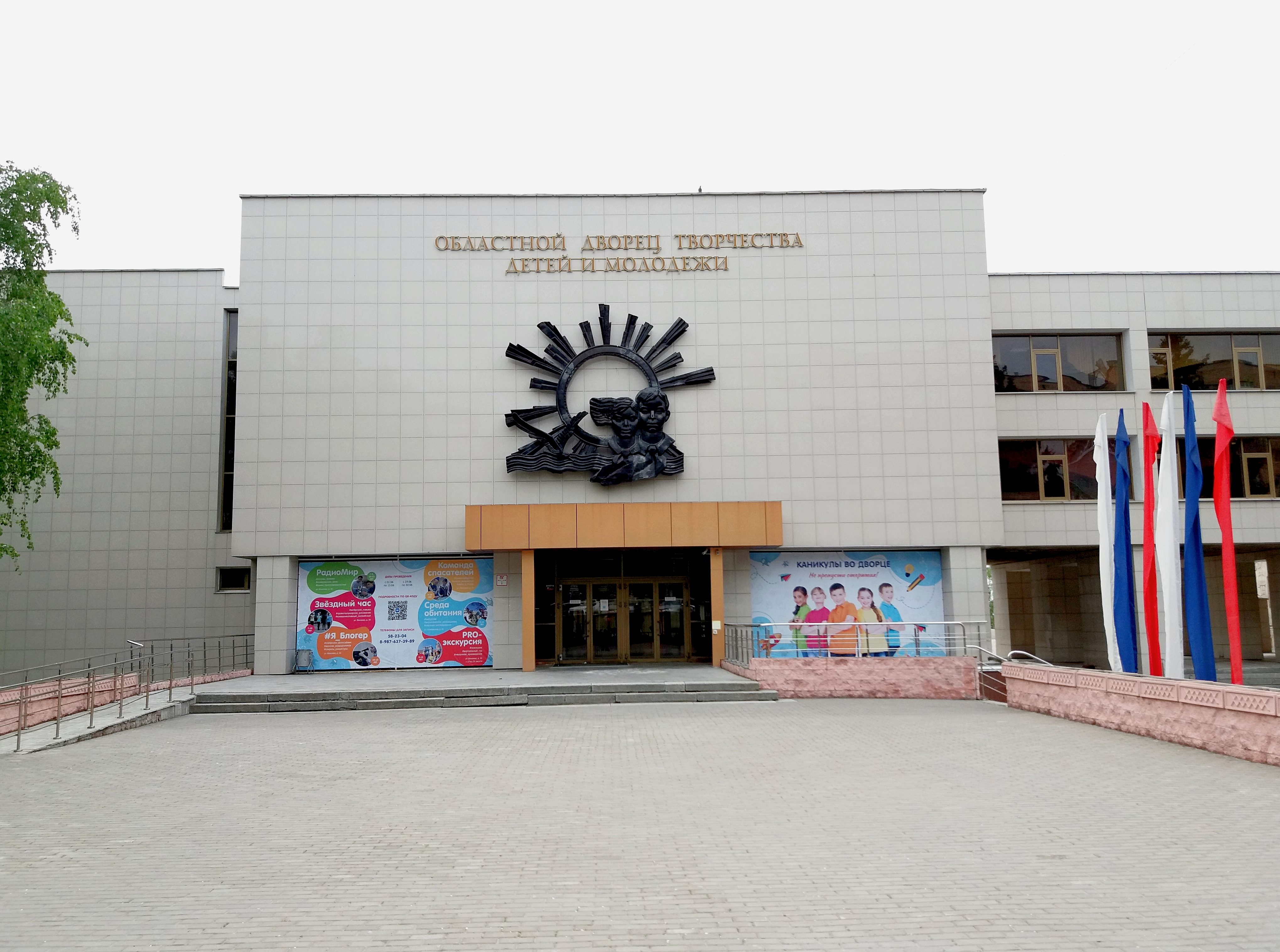
Областной дворец творчества детей и молодёжи.

11 марта 1970 года состоялось торжественное открытие нового Дворца пионеров и школьников (ныне Дворец творчества детей и молодёжи)  (Арх-ры: К. Д. Френкель, В. С. Буйнов) и Областной библиотеки.
15 апреля 1970 года в Ульяновск на Международную встречу съехались представители профсоюзного и рабочего движения со всех континентов мира. Советскую делегацию возглавлял Председатель ВЦСПС Шелепин А. Н..
16 апреля 1970 года открывается Большой концертный зал Ленинского мемориала.
4 февраля 1971 года состоялось торжественное открытие нового кинотеатра «Свияга».
5 января 1972 года открылся Дворец профсоюзов (ныне Дворец «Губернаторский»).
24 апреля 1972 года Бейсов Пётр Сергеевич открыл Первый Пушкинский праздник в Доме Языковых.
6 сентября 1972 года в Ульяновск прибыла известная американская писательница и правозащитница Анджела Дэвис.
4 июня 1975 года ленинские места города посетил английский писатель Джеймс Олдридж с супругой.
31 августа 1975 года завершено строительство нового здания Дворца культуры имени В. Чкалова.
31 декабря 1976 года открылся новый кинотеатр «Современник».
4 октября 1977 года в Большом зале Ленинского Мемориала начал свою работу XVI Всесоюзный съезд микробиологов и эпидемиологов.
26 августа 1978 года в Ульяновске открылась третья Всесоюзная конференция по голографии.
С 1979 года в городе ежегодно проходит Гончаровский праздник, а с 2004 года он переименован в «Обломовский фестиваль».
В 1979 году самолёт ТУ-144 Музея истории гражданской авиации принял участие в съёмках двухсерийного фильма «Поэма о крыльях» о жизни авиаконструктора А. Н. Туполева.
26 августа 1979 года в гости к ульяновцам приехал известный итальянский путешественник Карло Маури.
28 января 1980 года в Ульяновске состоялся Всесоюзный семинар общества «Знание», на котором принял участие учёный Байков В. Г..
13 марта 1980 года в Ульяновске открылась Международная конференция журналистов социалистических стран.
17 апреля 1980 года в Ульяновске начались Дни советской музыки, в котором приняли участие: Т. Хренников, А. Холминов, А. Бабаджанян, М. Фрадкин, Ю. Силантьев, Я. Френкель, Б. Чайковский и другие известные композиторы.
24 апреля 1980 года в Ульяновск прибыли участники Международной встречи сторонников мира.
13 мая 1980 года в Ульяновск прибыли участники Международной встречи молодежи.
20 апреля 1982 года в Ульяновске прошли Дни литературы и искусства Казахской ССР в РСФСР.
8 мая 1982 года в Ульяновске начались Дни литературы и искусства Якутской АССР.
27 мая 1982 года в городе состоялись Дни болгарской культуры в СССР.
18 января 1985 года был открыт Дом актёра, на открытие которого выступили Колбин Г. В. и народный артист СССР Царёв М. И..
5 июля 1986 года в Ульяновске открыта художественная галерея народного художника СССР, академика, лауреата Ленинской премии Аркадия Александровича Пластова.
С 27 июня по 2 июля 1986 года в Ульяновске состоялся I фестиваль дружбы молодежи СССР и КНДР.
20-26 апреля 1987 года в Ульяновске прошли Дни дагестанской литературы, на которые прибыл писатель Расул Гамзатов.
15 июня 1987 года для съёмок фотоальбома «Один день в жизни СССР» находился американский фотомастер Дирк Халстед.
20 мая 1987 года в город приехал известный педагог-словесник Ильин Е. Н..
26 мая 1987 года ульяновцы впервые отметили — День города Ульяновска.
3 июля 1987 года в Ульяновске состоялась учредительная конференция Российского республиканского отделения Советского фонда культуры, на которой выступил министр культуры РСФСР Ю. С. Мелентьев и писатель Проскурин П. Л..
25 октября — 5 ноября 1987 года состоялась Всесоюзная юношеская филателистическая выставка «Ульяновск-87», посвящённая 70-летию Великого Октября.
17 января 1988 года создан Ульяновский камерный музыкальный театр.
8 апреля 1988 года в Ульяновске начался 26-й Всесоюзный музыкальный фестиваль.
5-29 апреля 1990 года состоялась Международная филателистическая выставка «СССР—ГДР».

## Современность
В 1994 году в городе прошла III-я Всероссийская олимпиада школьников по географии.
В 2001 году Ульяновск стал культурной столицей Приволжского федерального округа.
В 2006 году в городе впервые проходит фестиваль кузнечного дела «Поющий металл».
С 2007 года город Ульяновск многократно становился победителем ежегодных конкурсов среди городов России — «Самый благоустроенный город России».
В 2008 году Ульяновск стал первой в истории России «Ульяновск — столица филателии».

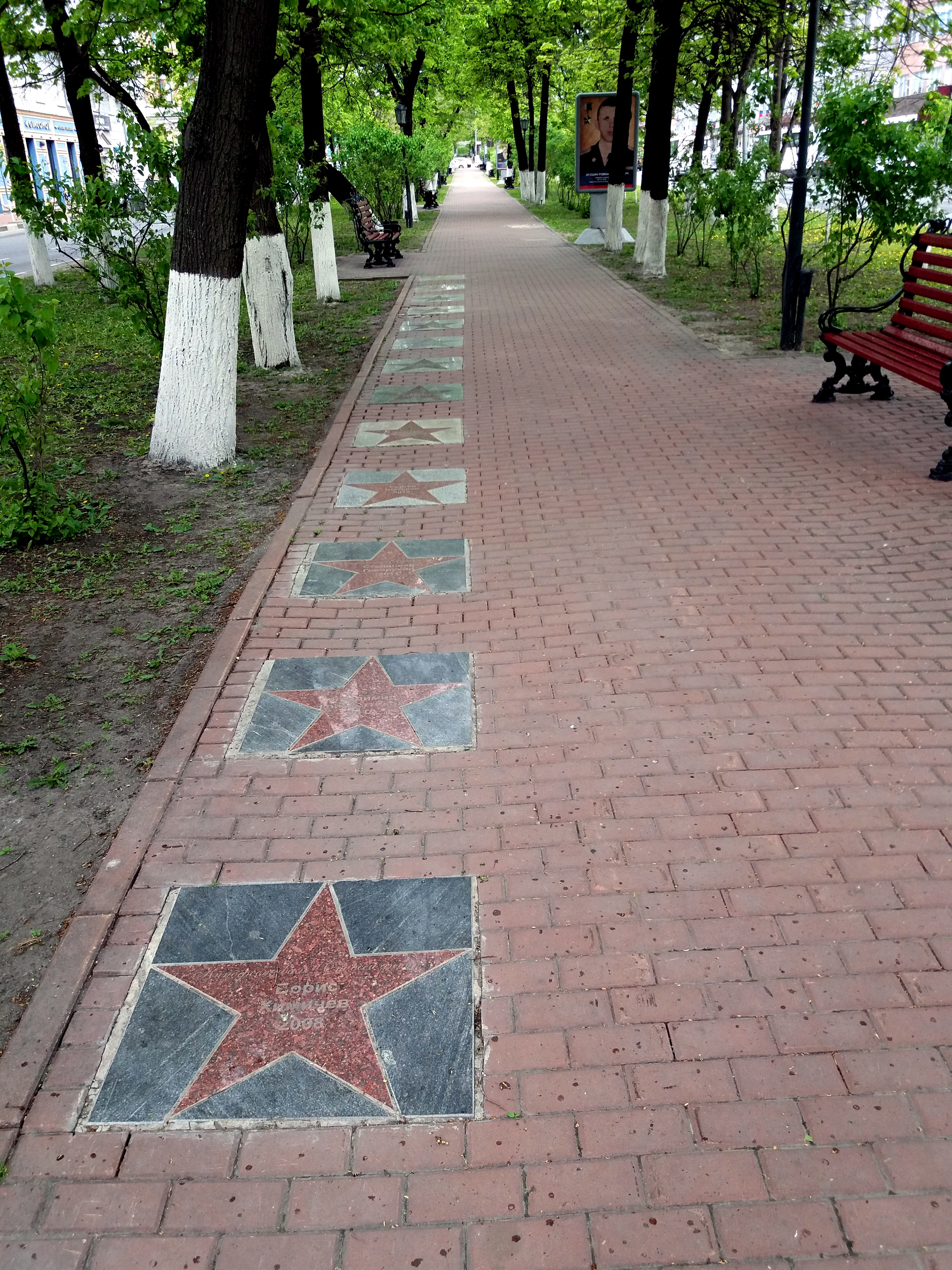
Аллея звёзд «От все души»

С 2008 года в городе проходят Всероссийский открытый фестиваль кино-и телепрограмм для семейного просмотра имени В. М. Леонтьевой «От всей души», затем стал — Международный кинофестиваль имени В. М. Леонтьевой. А в сквере у Областного театра кукол имени В. М. Леонтьевой была заложена «Аллея звёзд» российских и иностранных деятелей киноискусства, обладателю главного приза фестиваля — Гран-при, который присуждается за особый вклад в развитие российского кино.
С 2009 года в Ульяновске проходят конкурсы «Симпозиум скульпторов».
С 2010 года в городе ежегодно открывается географический фестиваль "Фрегат «Паллада».
В 2010 году член Союза кинематографистов РФ, режиссёр Владимир Потапов работал в городе над драмой о секретах супружеской пары «Тайна для двоих».
C 2011 года в городе ежегодно проходят Международные культурные форумы (МКФ), с 2013 года под эгидой ЮНЕСКО.
15—21 апреля 2011 года в Ульяновске прошёл Всероссийская олимпиада школьников по русскому языку.
В 2011 году ульяновский режиссёр-постановщик Борис Куломзин дебютировал с игровым полнометражным художественным фильмом «901-й километр» с ульяновскими актёрами.
26-28 сентября 2011 года в Ульяновске прошли мероприятия в рамках международного конгресса «Культура как ресурс модернизации» — «Ульяновск — культурная столица», на котором побывал Президент РФ Д. А. Медведев.
В июле 2012 года по инициативе губернатора Ульяновской области Сергея Морозова был учреждён фонд «Ульяновск — культурная столица». Это произошло в связи с участием и победой Ульяновска в международном проекте «Культурная столица СНГ».
В 2012 году в Ульяновске была снята кинолента «Эмергены». Также в этом году был снят фильм «Запретный плод».
В 2012 году Постановлением Правительства Ульяновской области была учреждена ежегодная областная поэтическая премия имени Н. Н. Благова.
В сентябре 2013 года в рамках Международного культурного форума Фондом «Ульяновск — культурная столица» при поддержке Правительства региона в городе впервые прошёл молодёжный уличный фестиваль «Поколение URBAN».
В 2014 году в городе был снят фильм Евгении Жуковой и Натальи Забожко «Не курю и вам не советую» и фильм Александра Лебедева «Тыринс-протыринс».
В мае 2015 года Ульяновск посетил Патриарх Московский и всея Руси Кирилл.
В 2015 году Ульяновск вошёл в сеть креативных городов ЮНЕСКО по направлению «Литература», став единственным российским городом в этом списке.
В 2015 году столичные режиссёры Яна Поляруш, Тамара Цоцория и Константин Кутуев снимали в речном порту и на борту теплохода «Герой Юрий Эм» выпускной вечер главных героев в фильме «Со дна вершины». Вместе с именитыми актёрами Владимиром Вдовиченковым и Ксенией Кузнецовой в эпизодах снялись студенты актёрского отделения УлГУ.
С 2015 года вокалисты города и области ежегодно принимают участие во всероссийском телевизионном конкурсе исполнителей песни «Новая звезда».
23 сентября 2015 года состоялось открытие обновленной «Тарелки», которая приобрела статус Центра науки, техники и культуры Ульяновского государственного технического университета.
В июле 2017 года кинокомпания «Гамма-продакшн» работала в городе над новым сезоном сериала по заказу НТВ «Морские дьяволы». Площадками стали международный аэропорт имени Карамзина в Баратаевке, Президентский мост, территория 31-й Отдельной гвардейской десантно-штурмовой бригады, меловые горы Сенгилеевского района.
С 10 февраля 2018 года в Ульяновской области кинокомпания «Воронцово поле» приступила к съемкам полнометражного художественного фильма «Дикие предки». Съемки проходили на тереньгульской трассе, на станции Охотничья с участием каскадеров на УАЗах, в центре города, в том числе Harat’s Irish Pub, на заводе «Авиастар-СП».
23—28 апреля 2018 года в Ульяновске пошла XXVII-я Всероссийская олимпиада школьников по географии.
С 10 августа 2018-го группа компаний «Приор» работала в Ульяновске над 4-серийной мелодрамой «Одна ложь на двоих». В кадре появились ульяновские актёры и обычные горожане, задействованные в массовке. В числе городских локаций оказались: новые кварталы Засвияжья Ульяновска, перинатальный центр «Мама», парк «Владимирский сад», Карамзинский сквер, акватория Волги.
С сентября по октябрь 2018 года в Ульяновске снимала команда студии «Энерджи фильм» криминальную мелодраму «Выстрел в спину». Эпизодические роли сыграли около 20 ульяновцев. Съёмки проходили на бульваре Новый Венец, у Ульяновского областного краеведческого музея, на площади Ленина, в госпитале ветеранов войн и в полицейском участке. Детективную линию снимали на базе отдыха «Архангельская слобода» (с. Архангельское), а сцену побега — в Ульяновском речном порту и на волжском побережье. Финальная смена съёмок — сцена погони — проходила у ветряков близ села Красный Яр Чердаклинского района. Премьера фильма на ТВЦ состоялась 14 декабря 2018 года.
В октябре 2018 года музей истории гражданской авиации превратился в большой кинопавильон, в котором снимался двухсерийный детектив «Реставратор». (Режиссёр Карен Захаров, по заказу ТВЦ).
23-28 мая 2019 года прошёл XI Международный кинофестиваль «От всей души» имени Валентины Леонтьевой.
15 июня 2019 года в городе прошёл XLI Всероссийский гончаровский праздник — XV Обломовский фестиваль и Всероссийский фестиваль литературных журналов «Волжская пристань».
29 июня 2019 года в городе прошёл Всемирный фестиваль уличного кино.
В августе 2019 года в Ульяновске был полностью снят новый двухсерийный кинофильм «Правда» по заказу ТВЦ. Режиссёр картины Андрей Силкин, который нарёк Ульяновск столицей киноиндустрии.
15-21 сентября 2019 года в Ульяновске, второй раз, прошёл XIX Форум молодых писателей России, стран СНГ и зарубежья.
С 5 по 12 декабря 2019 года в Ульяновске прошёл VI Международный театральный фестиваль «История государства Российского. Отечество и судьбы».
3—9 апреля 2020 и 23—28 марта 2021 года в городе прошли XX и XXI Всероссийские олимпиады школьников по истории.
В 2020 году на канале «НТВ» шёл показ т/с «Пять минут тишины. Новые горизонты» (в декабре 2022 повторили), эпизоды которого снимались в Ульяновске и его окрестностях, в том числе, съёмки проходили на Президенстском мосту и других местах города.
7 июля 2022 года в городе стартовали съёмки второго сезона сериала «Первый отдел» для телеканала НТВ.
23 июля 2020 года в городе стартовали съёмки полнометражного художественного фильма «Холодная месть».
В сентябре 2021 года был снят в городе 4-й сезон т/с «Великолепная пятерка» (28 октября 2021 года на «Пятом» канале шёл показ). Локациями были: речной порт, Соборную площадь, Владимирский сад, областной художественный музей, гостиница «Волга».
В 2021 году в городе в третий раз прошёл стрит-арт фестиваль «Контур», который стал частью X Международного архитектурного фестиваля «Эко-Берег».
10 и 11 ноября 2021 года в формате онлайн на базе УлГУ прошёл VII Российско-Китайский молодёжный форум в формате «Волга-Янцзы». В нём участвовали 450 преподавателей и студентов из 14 регионов ПФО и шести провинций Верхнего и Среднего течения реки Янцзы КНР.
С 13 по 16 декабря 2021 года на канале «НТВ» шёл показ 12 серийного т/с «Пять минут тишины. Симбирские морозы» (в ноябре 2022 повторили), эпизоды которого снимались в Ульяновске и его окрестностях.
В феврале 2022 года на новых остановках по улице Ленина появились новые изображения репродукции картин ульяновского художника Алексея Сапёрова (Brevoll) в стиле поп-арт и акварели художницы Юлии Узрютовой.
С 5 марта по 24 апреля 2022 года в Ульяновске прошёл юбилейный 60-й Международный музыкальный фестиваль «Мир, Эпоха, Имена…».
16 марта 2022года в Ульяновске завершились съёмки детского киноальманаха «И в шутку, всерьез».
12 мая 2022 года в кинотеатре «Крылья» состоялся премьера художественного фильма «Тихий дворик». Дебют режиссёра «Театра одних актрис» Юрия Куриловича, снятый в городе при поддержке кинокомпании «Ё-фильм продакшн». А в сентябре этого же года начались продолжения этого фильма.
24-28 мая 2022 года в городе прошёл XIII Международный фестиваль кино- и телепрограмм для семейного просмотра имени Валентины Леонтьевой «От всей души».
В российской телеигре-викторине «Своя игра» и «Слабое звено» участвуют и выигрывают ульяновцы.
30 июля 2022 года в Ульяновске завершился масштабный фестиваль уличного искусства «Ctrl+C / Ctrl+V». Самая масштабная работа — мурал на улице Заречной, 7 (Нижняя Терраса). Его авторы — ульяновский художник, координатор фестиваля Юрий Вольф и художник из Ростова-на-Дону Костя Ориджинал. В технике леттеринга выполнена фраза «Я на том берегу не ориентируюсь». А в центре Ульяновска художник из Саратова Алексей Наваленов за три дня нарисовал патриотический мурал «Zа Россию», которое украсило стену шестиэтажки на перекрёстке улиц Гончарова и Кузнецова. На фасаде дома № 24 на проспекте Генерала Тюленева (Новый город) Ян Диалогинсайд из Беларуси и Дениз Тачез из Самары создали абстрактное изображение, в котором соединились балет и национальный орнамент.
8 июля 2023 года в Ульяновском речном порту впервые состоялся российский музыкальный фестиваль Баржа Live.
22 июля 2023 года завершился второй масштабный фестиваль уличного искусства Ctrl+C/Ctrl+V художников из России и Казахстана.
В конце июле 2023 года состоялся региональный этап Фестиваля уличного искусства «ФормART».
1 августа 2023 года в ДК «Губернаторский» торжественно открылся XIV международный фестиваль кино- и телепрограмм для семейного просмотра им. Валентины Леонтьевой «От всей души». А на Аллее звёзд открыли именную звезду народного артиста Андрея Соколова.
24 августа 2023 года кинокомпания «Ё-фильм продакшн» приступила в городе к работе над новой серией (3-я серия, первый фильм — «Тихий дворик», вторая серия киносаги — «СЛПВМ») «А судьи кто ?».
С 5 по 9 сентября 2023 года в Ульяновске стартовал фестиваль российской национальной премии «Золотая маска», на сцене Ульяновского драматического театра им. И. А. Гончарова представят лучшие постановки.

## Здания культуры

### Кинотеатры

Дом культуры «Руслан»

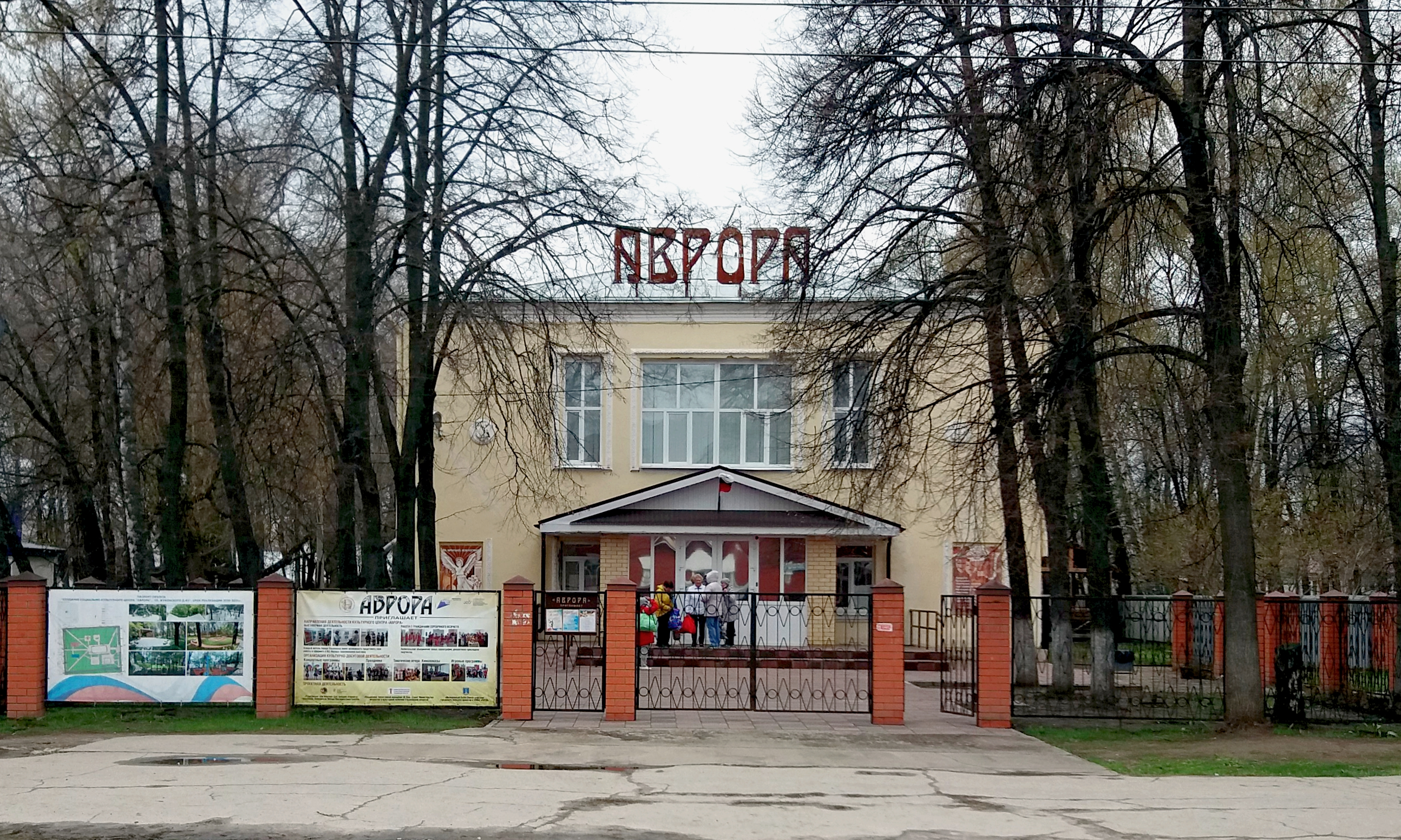
К/т «Аврора»

28 декабря 1898 года в Симбирске состоялся первый киносеанс. Его устроил приезжий гастролёр-предприниматель Никольский в здании городского театра Д. Булычёвой. В 1933 году первая демонстрация в Ульяновске звукового кинофильма в кинотеатре «Художественный».
- «Луна» (3D)
- «Люмьер»
- «Крылья» (3D)
- «Руслан» (3D)
- «Матрица» (3D)
- «Синема-парк» (IMAX кинотеатр) в ТРЦ «Аквамол»
- Летний кинотеатр на эстраде Владимирского сада (бывшего парка имени Свердлова)[152].
- автомобильные кинотеатры на Ленинских Горках.
- «Современник»
- «Космос» (3D) — в настоящее время не работает.
- «Художественный» — закрыт в 2018 году.
- «Аврора» — располагается на Верхней Террасе, структурное подразделение ДК «Руслан»[153].

Ныне не существуют:

РК «Пятое Солнце», бывший к/т «Свияга»

- «Октябрь» — располагался на пр-те Нариманова, ныне — Центр татарской культуры.
- ДК «Планета»
- «Рассвет» — открыт в 1964 году в начале улицы Гончарова рядом с Обелиском. Представлял собой современный двухзальный кинотеатр с видом на Волгу. В начале 1990-х годов закрыт на ремонт, после чего больше не открывался и был полностью разрушен.
- «Родина» — ныне здание УТЮЗ «Nebolshoy Театр»[155].
- «Свияга» — располагался на улице 50 лет ВЛКСМ, ныне здание РК «Пятое Солнце».
- «Экран» — ныне превращён в торговый центр[155].

### Музеи
Основная статья: Список музеев Ульяновска

### Театры
В городе расположены театры:

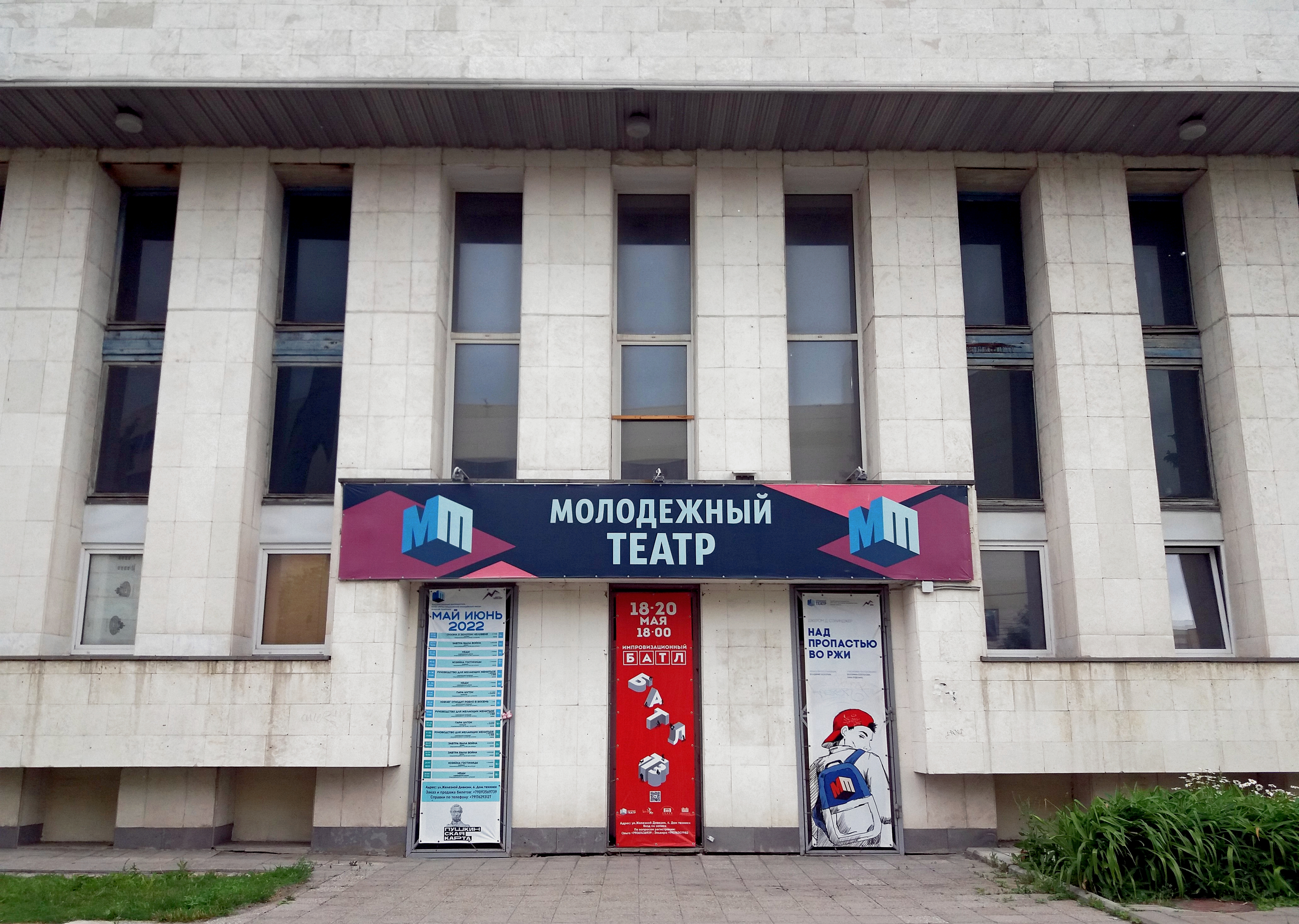
Ульяновский Молодёжный театр

- Ульяновский областной драматический театр им. Ивана Гончарова
- Ульяновский областной театр кукол им. Валентины Леонтьевой
- Ульяновский театр юного зрителя «Nebolshoy Театр».
- Театр-студия «Enfant-Terrible» (ул. Минаева, 6А, Ульяновск (цок. эт.)).
- Ульяновский Молодёжный театр (ул. Железной Дивизии, 6).
- Театр-студия «Диалог» (Новый город),

При Ульяновской областной филармонии сформированы: Ульяновский государственный академический симфонический оркестр и Ульяновский государственный оркестр народных инструментов.

В городе функционирует ОГУК «Центр Народной Культуры Ульяновской области».

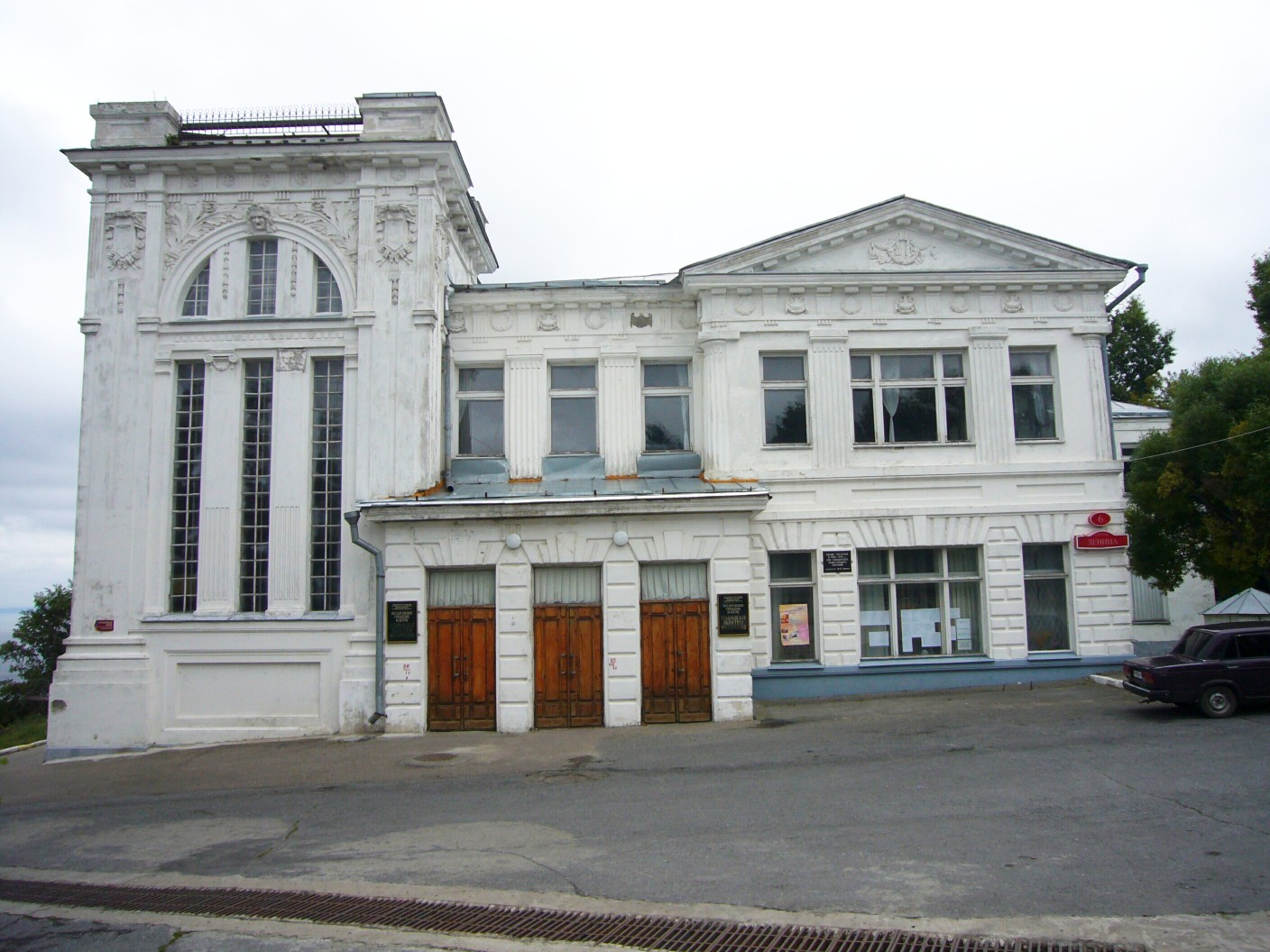
Ульяновская филармония
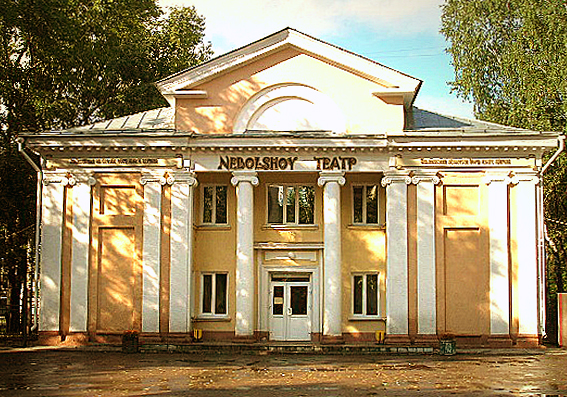
Здание Ульяновского ТЮЗ "Небольшой Театр"
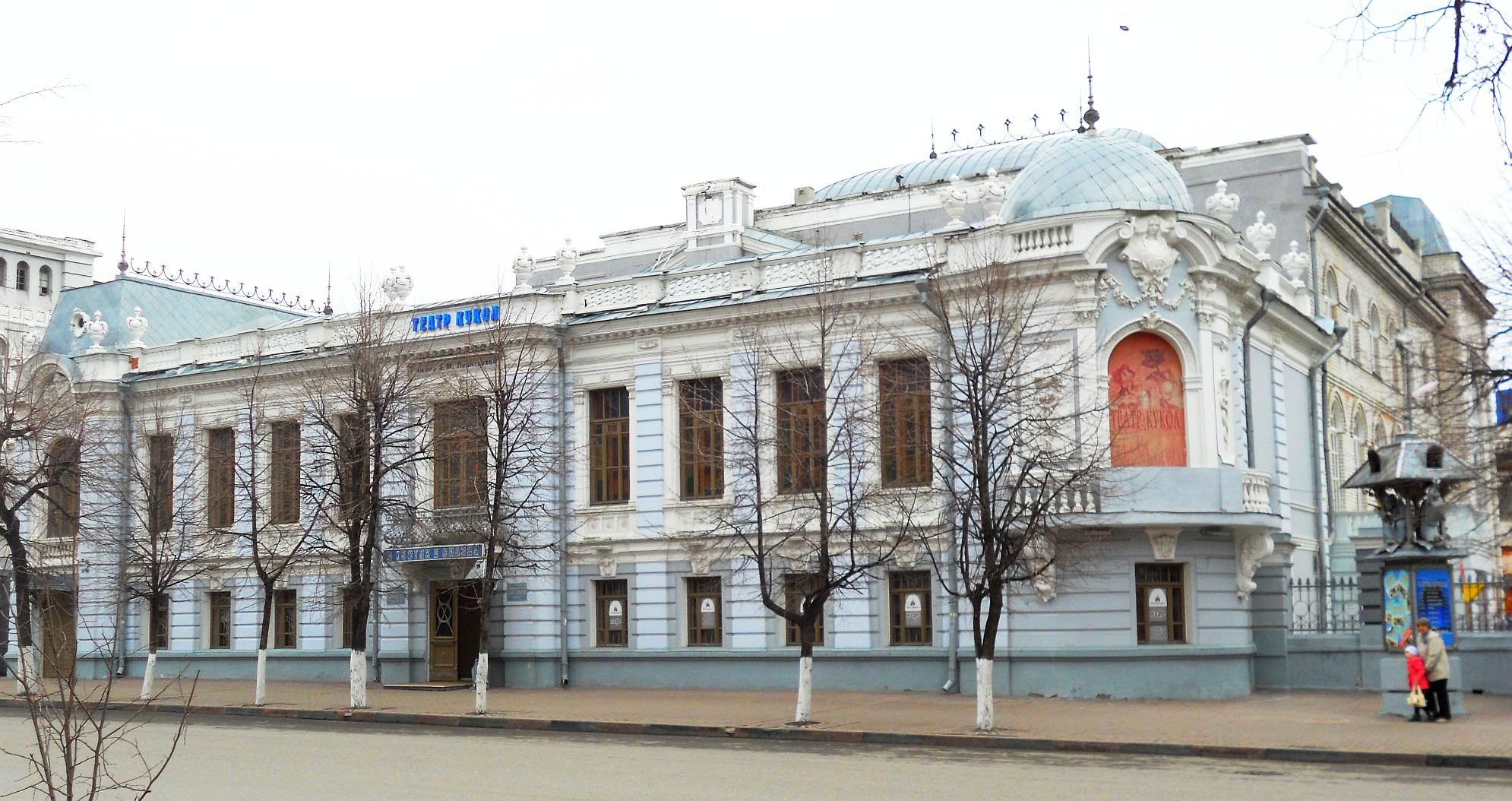
Кукольный театр им. Валентины Леонтьевой
Ульяновский драмтеатр
Театр-студия «Enfant-Terrible» (ул. Минаева, 6А, Ульяновск)
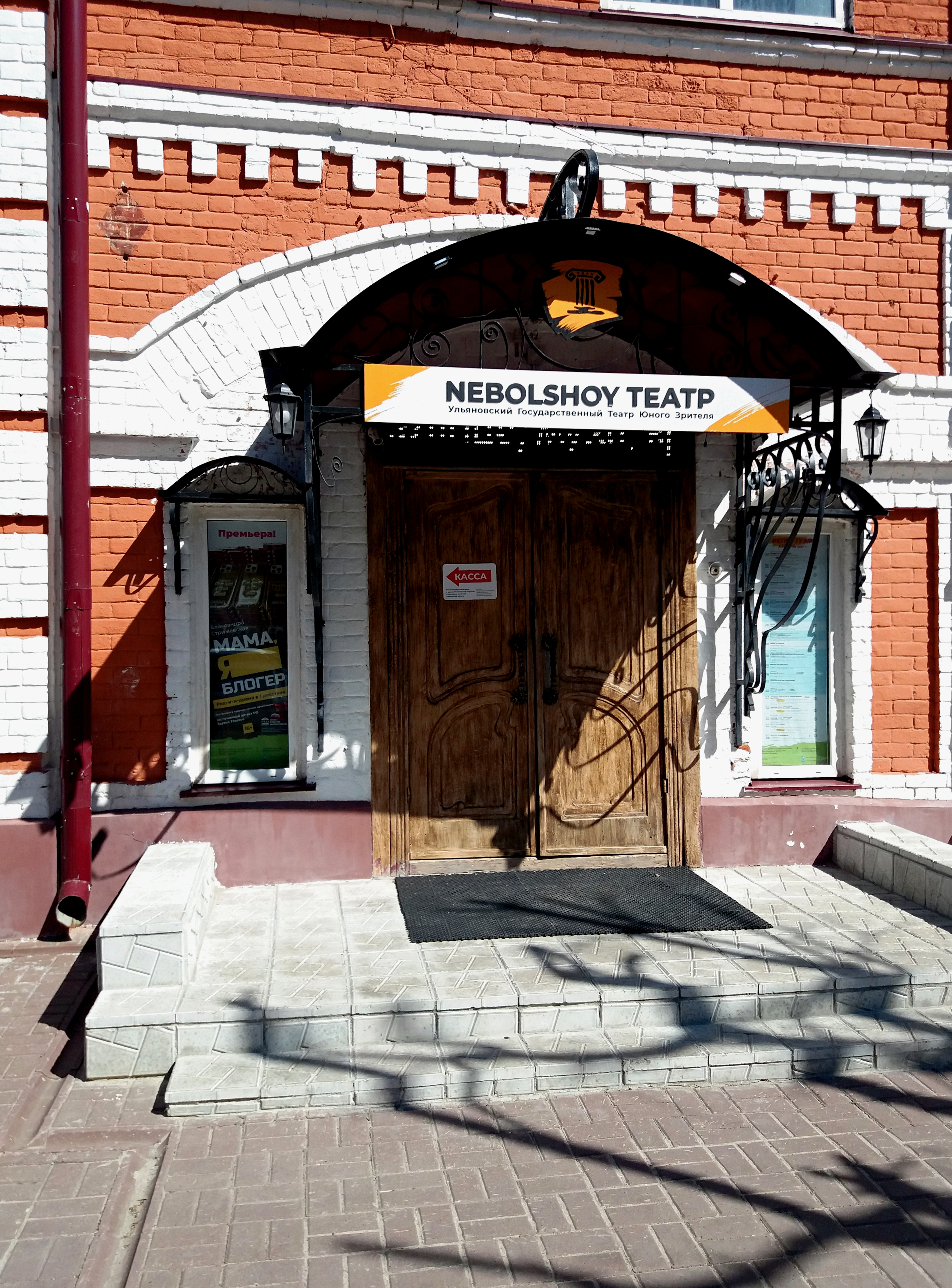
Ульяновский Театр юного зрителя — «NEBOLSHOY ТЕАТР»

### Дома и дворцы культуры
- Дворец культуры им. 1 Мая (ул. Ленинградская, 4/9)
- Дворец культуры «Губернаторский» (ул. Дворцовая, 2)
- Дом культуры «Киндяковка» (пр-т Гая, 15)
- Дом культуры «Руслан» (ул. 40-летия Победы, 15)
- ДК «Современник» (ул. Луначарского, 2)
- Центр татарской культуры Ульяновской области (пр-т Нариманова, 25)
- Дворец творчества детей и молодёжи (ул. Минаева, 50);
- Дворец культуры «УАЗ» (пр-т 50-летия ВЛКСМ, 15) — на реконструкции[161], будет культурно-технический центр «Патриот»[162].
- Дворец культуры имени В. П. Чкалова[163][164], с 2007 г. — АО «Ульяновский технопарк» (ул. Крымова, 67)[165];

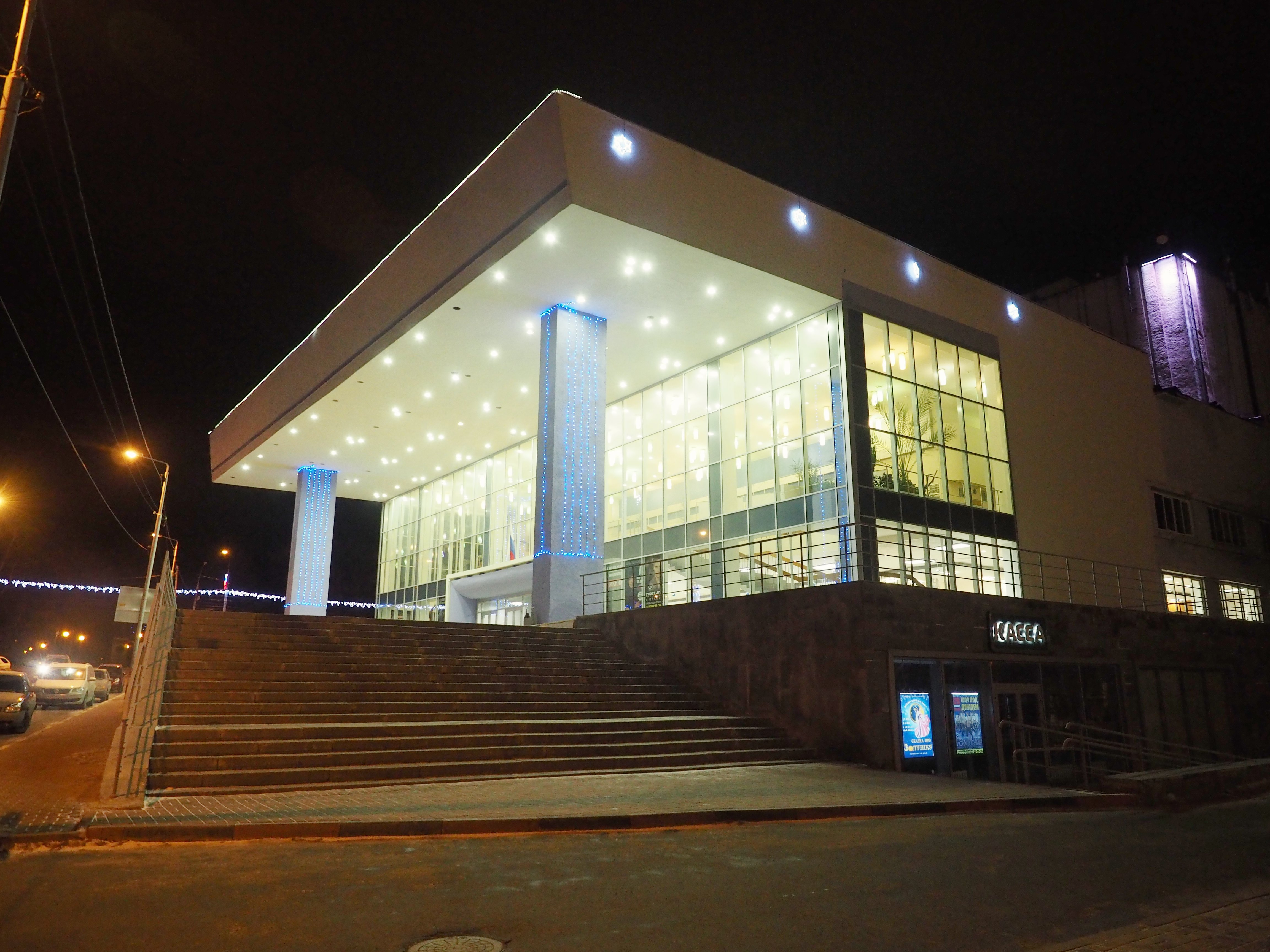
ДК "Губернаторский"
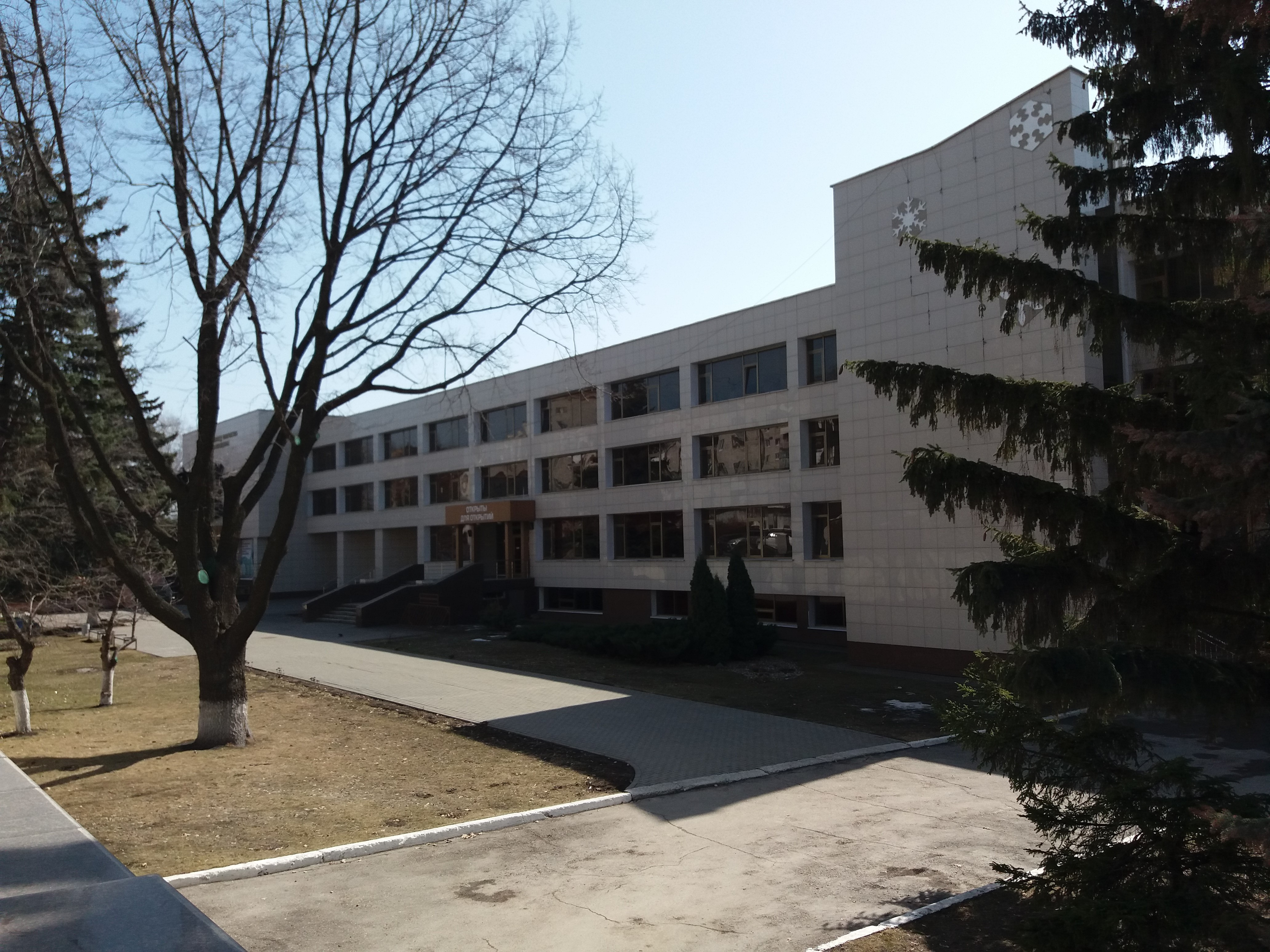
Областной дворец творчества детей и молодёжи
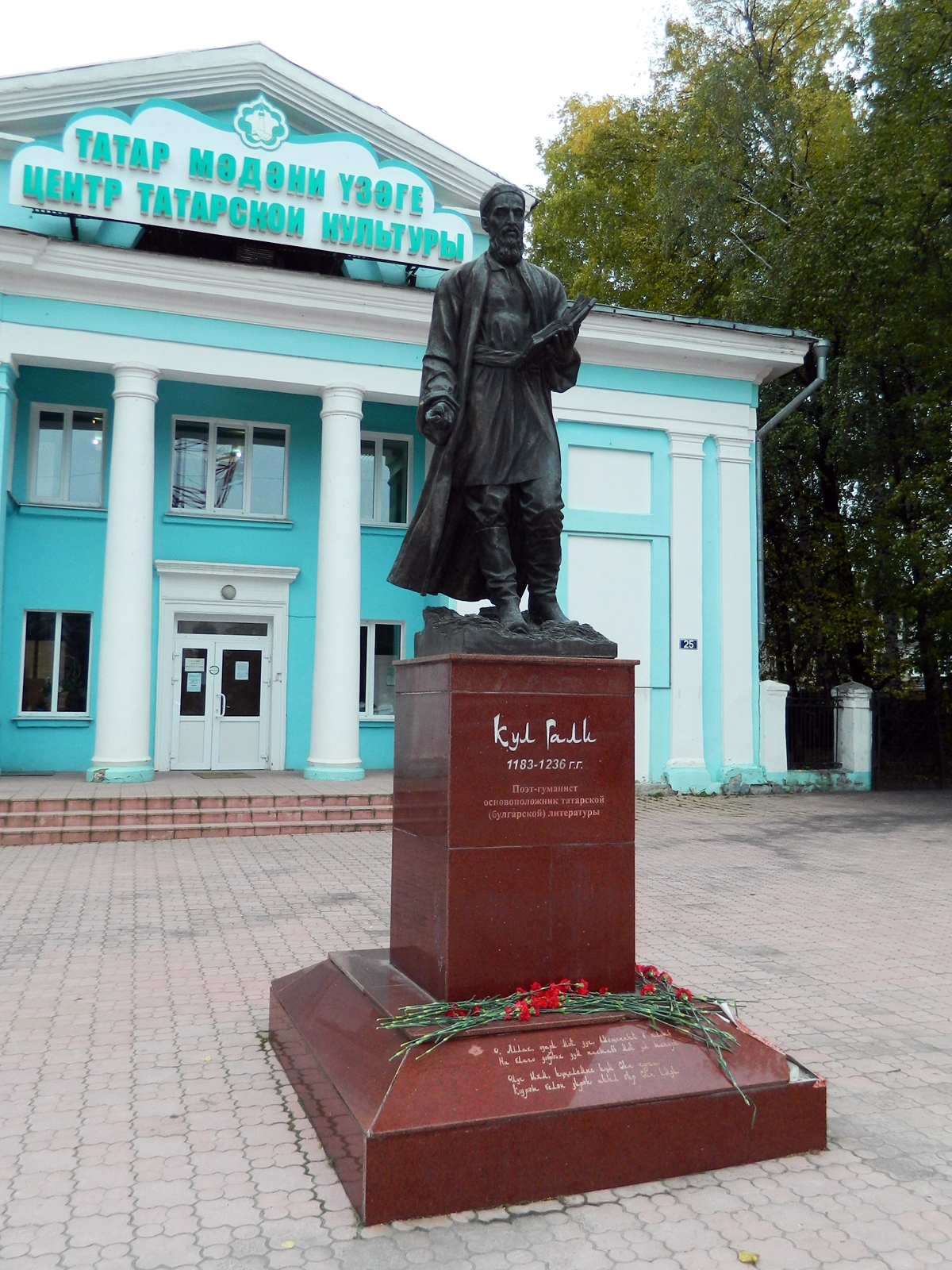
Здание Центра татарской культуры и памятник Кул Гали
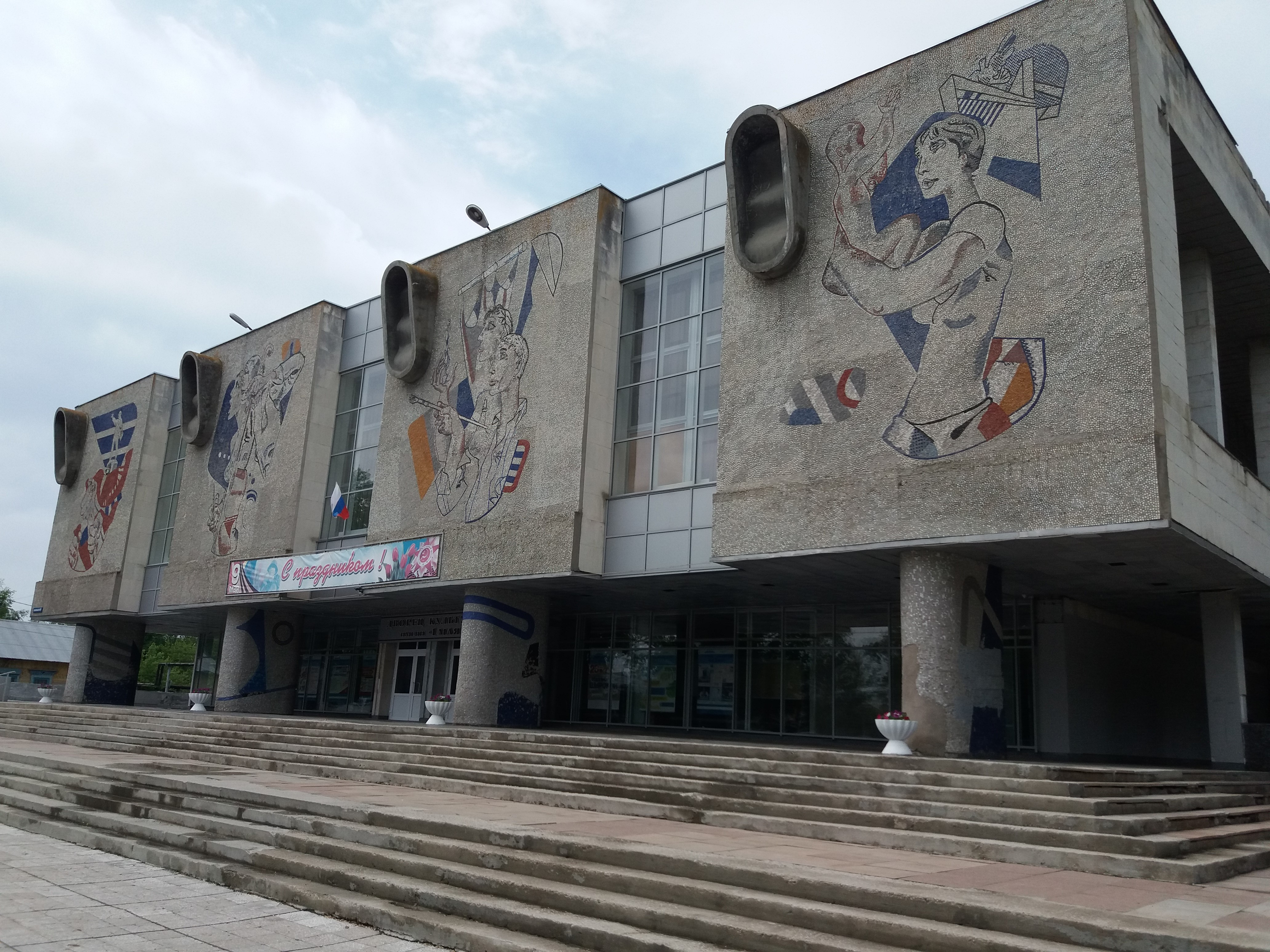
ДК имени 1 Мая (Нижняя Терраса)
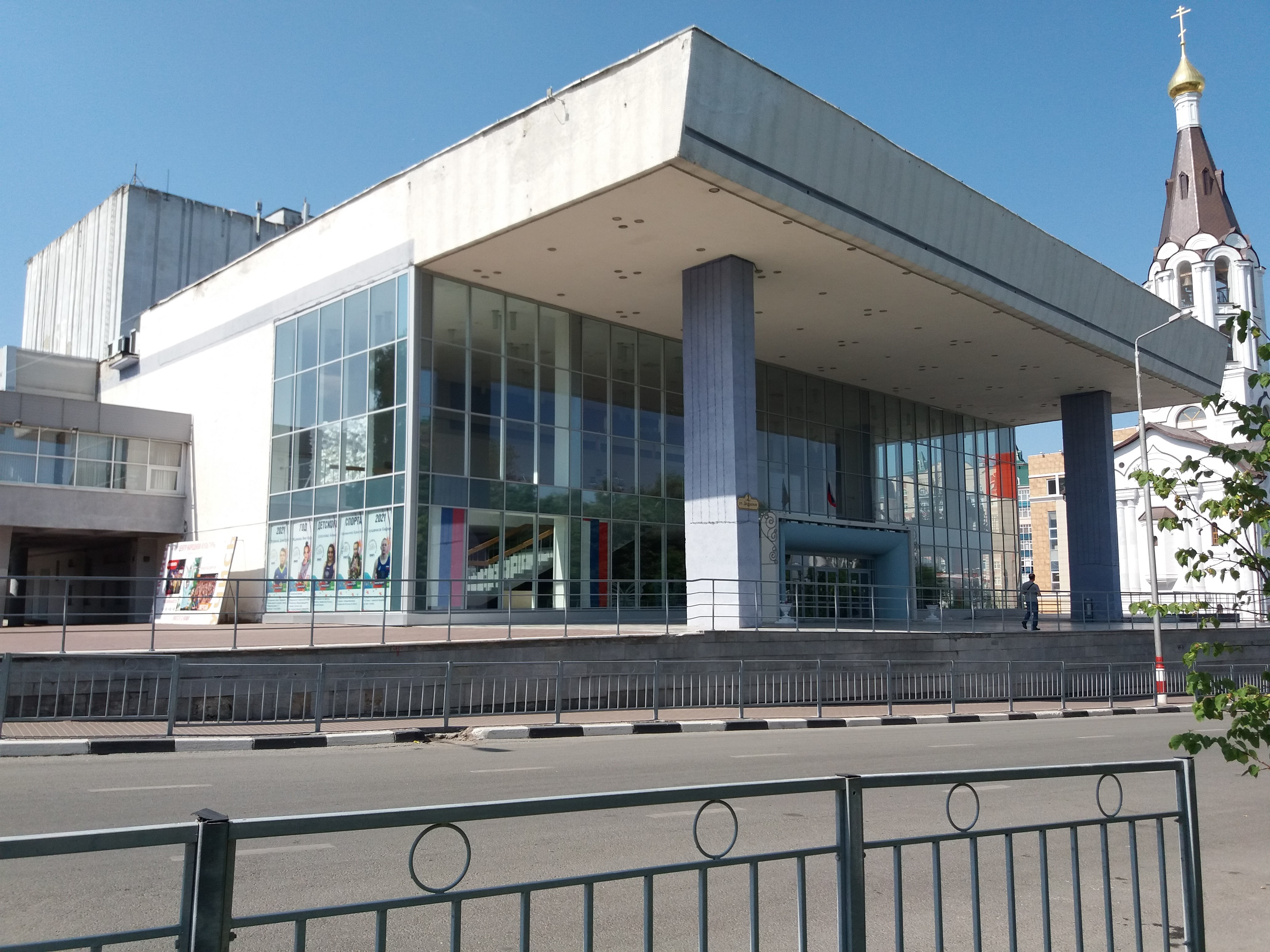
Дворец культуры «Губернаторский»
Культурно-технический центр «Патриот», бывший Дворец культуры «УАЗ»
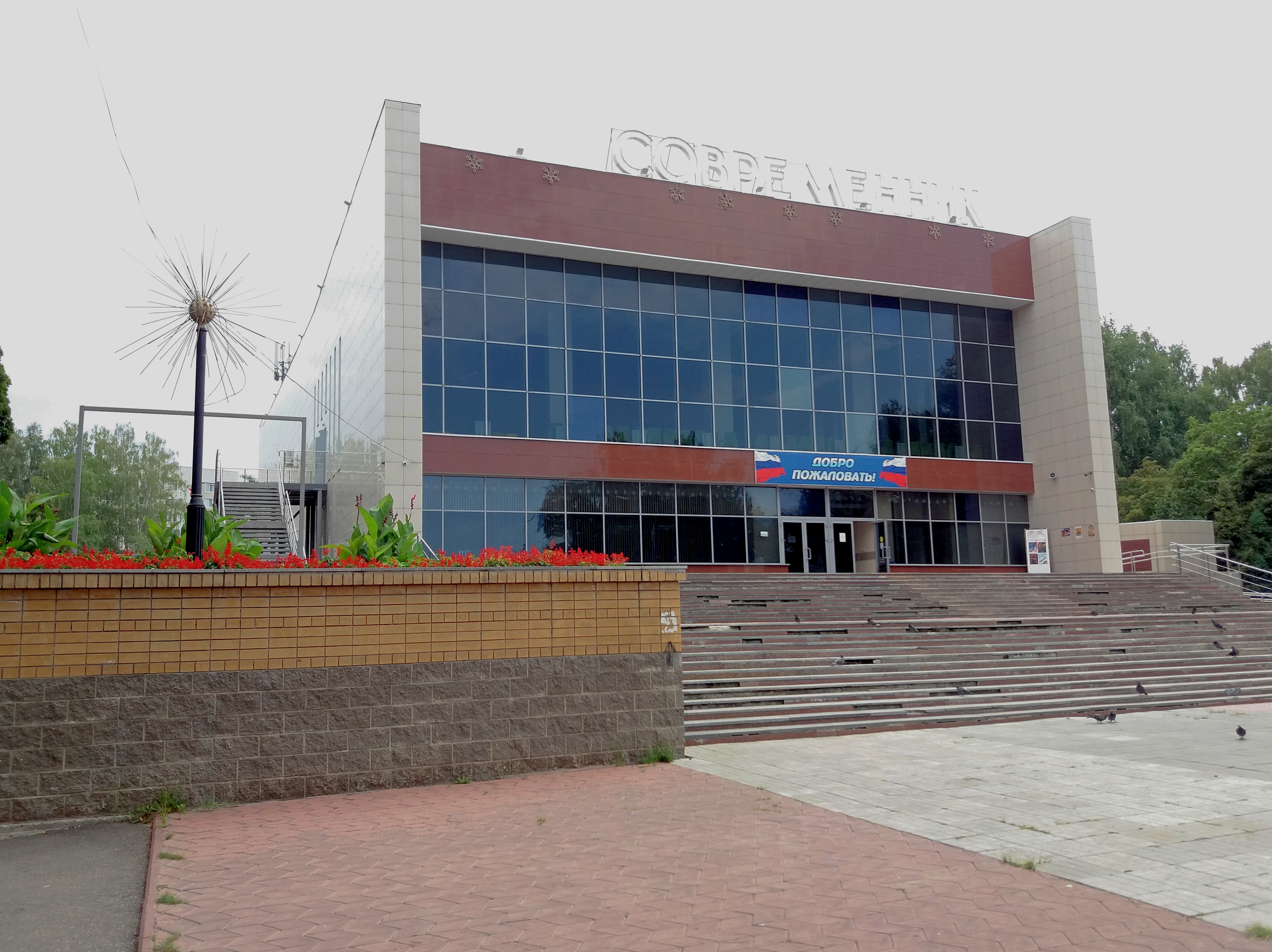
ДК «Современник»
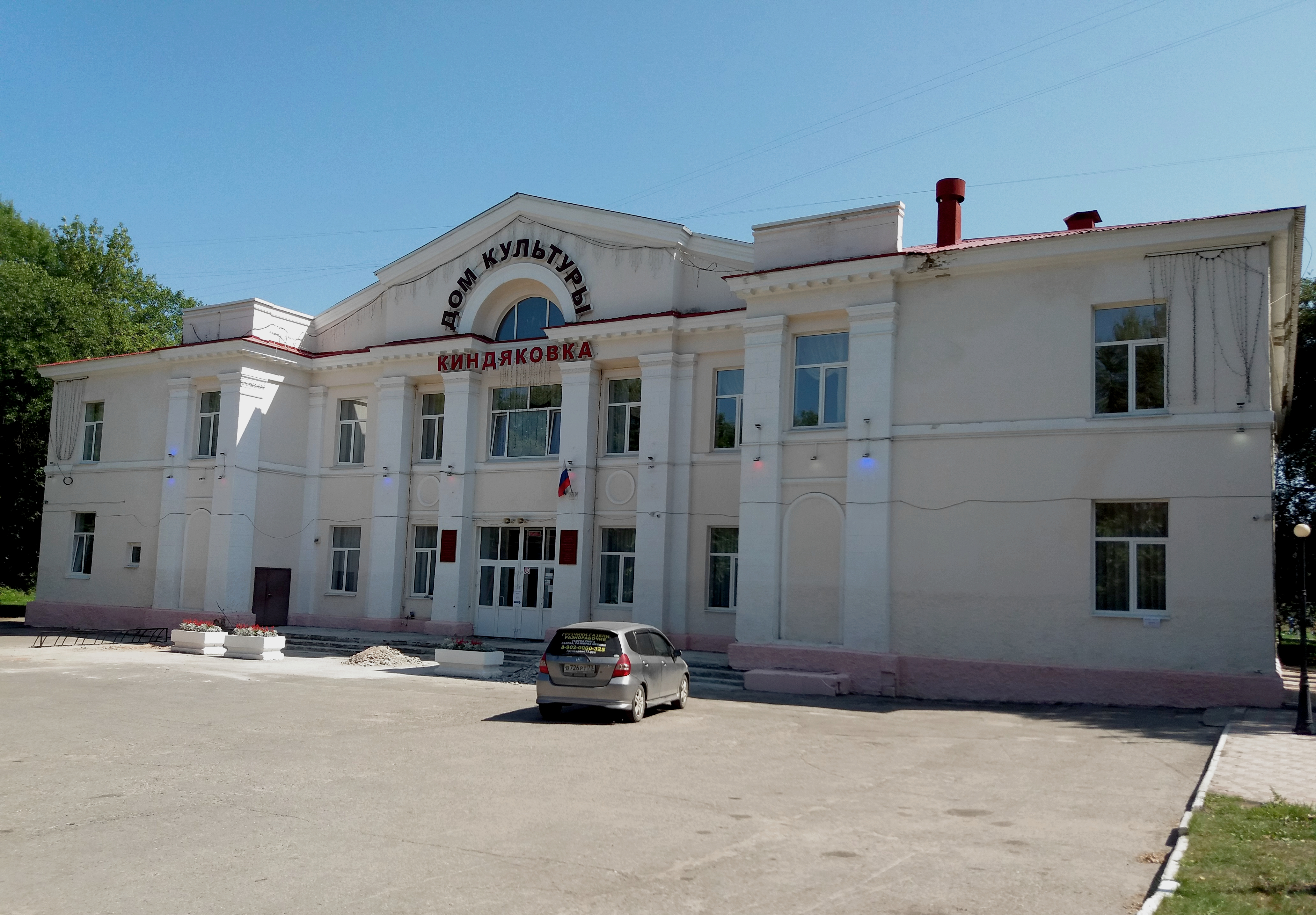
Дом культуры «Киндяковка»
Ульяновский технопарк, быв. ДК им. Чкалова
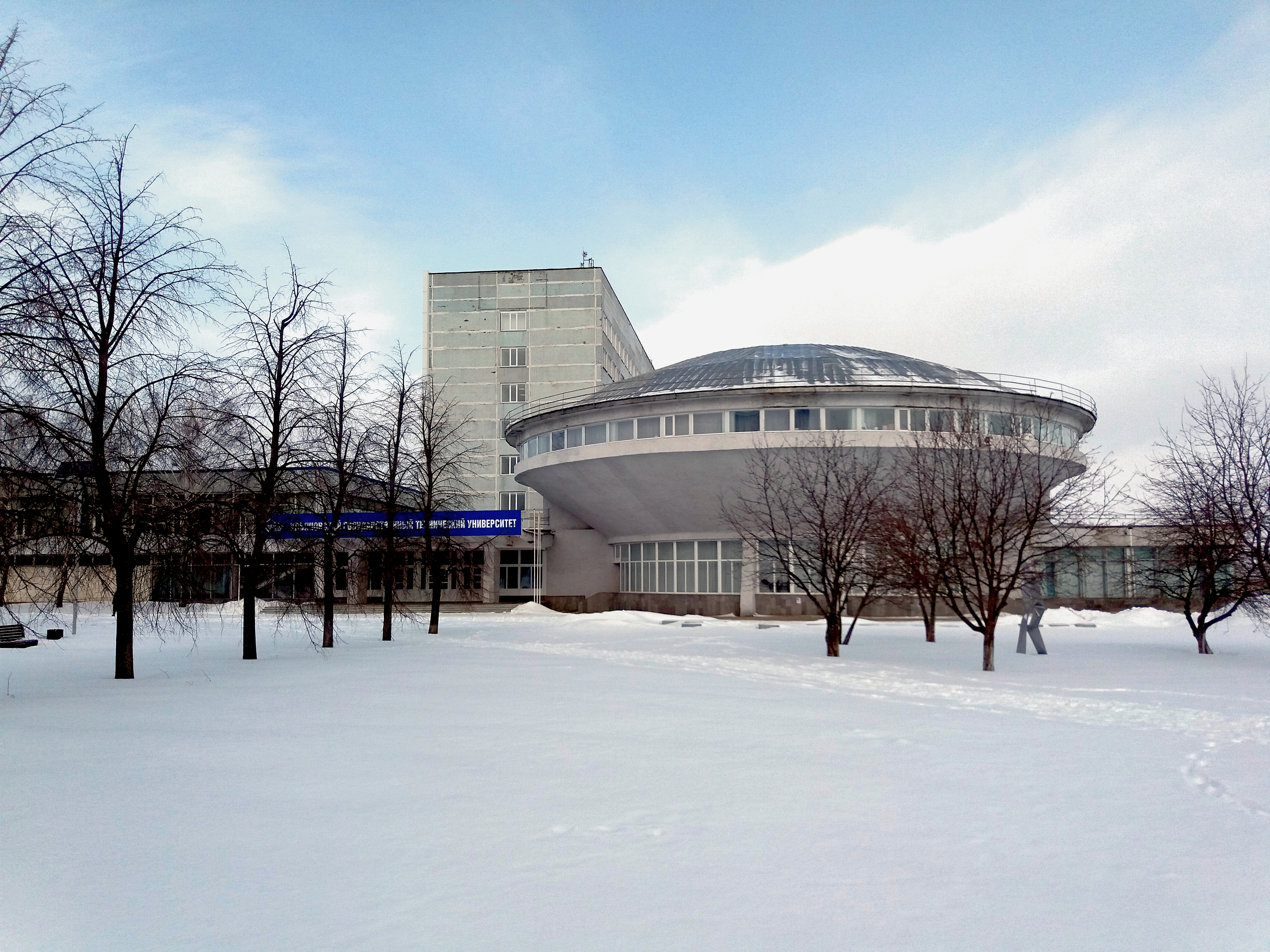
Региональный центр науки, техники и культуры УлГТУ имени Т. Л. Стениной (РЦНТК «Тарелка»)

### Детские школы искусств
- Центр детского творчества № 1 (Верхняя Терраса).
- Центр детского творчества № 5 (Новый Город).
- Детская школа искусств № 7 (ул. Александра Матросова, д. 11)[166][167][168]
- Детская школа искусств № 8 (Новый Город).
- Детская школа искусств им. М. А. Балакирева.

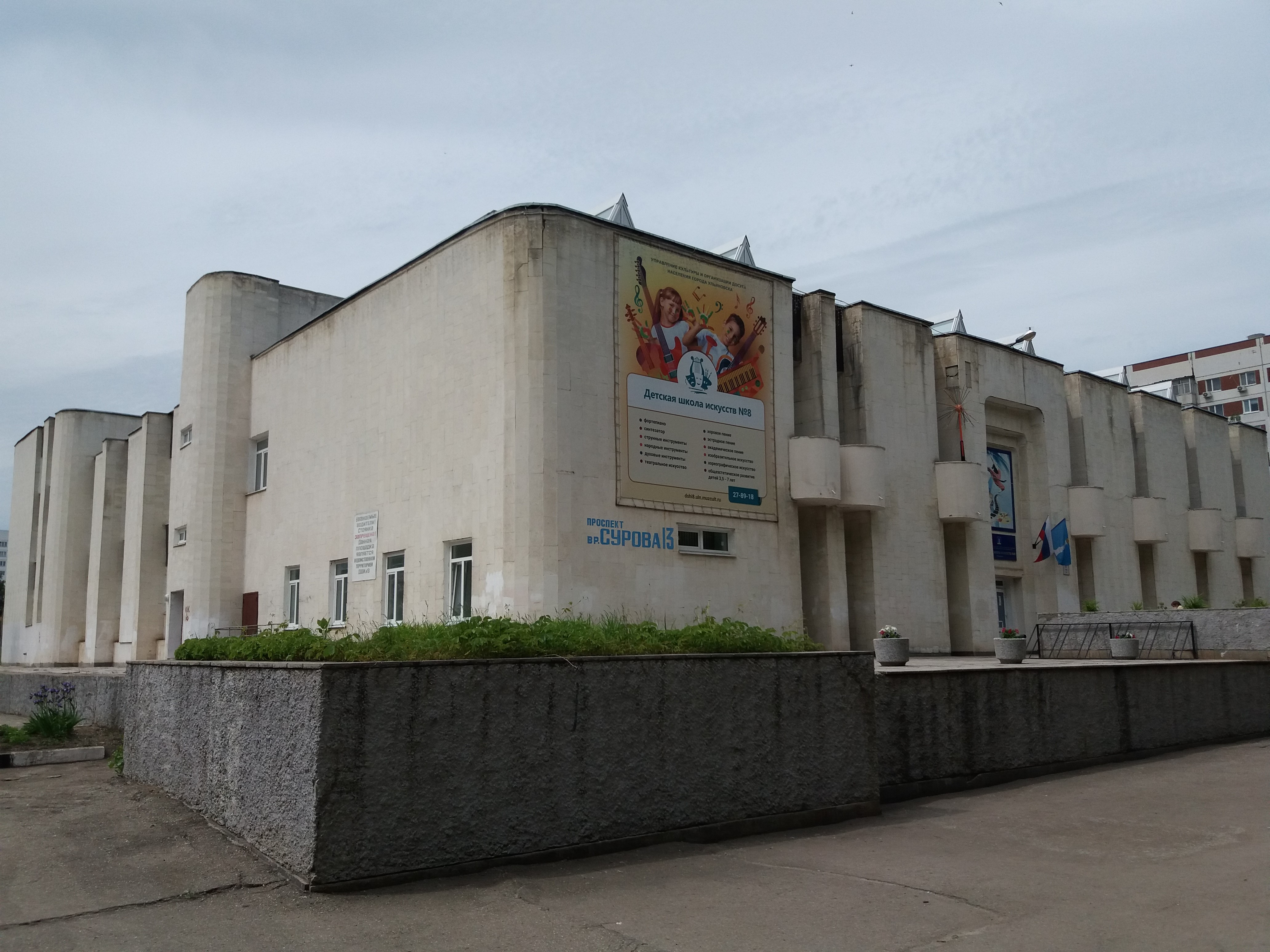
Детская школа искусств № 8 (Новый Город)
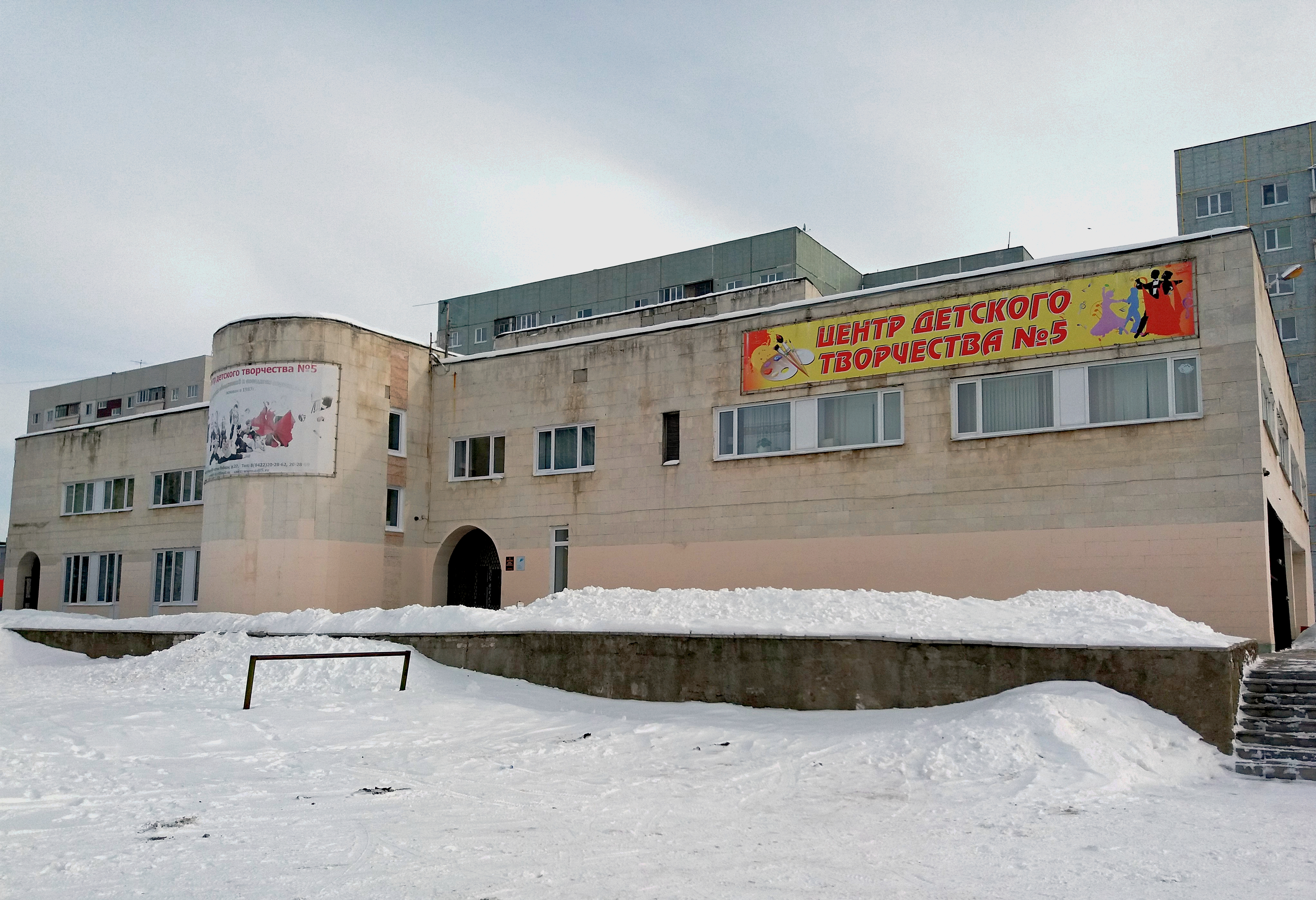
Центр детского творчества № 5 (Новый Город)
Центр детского творчества № 1 (Верхняя Терраса)
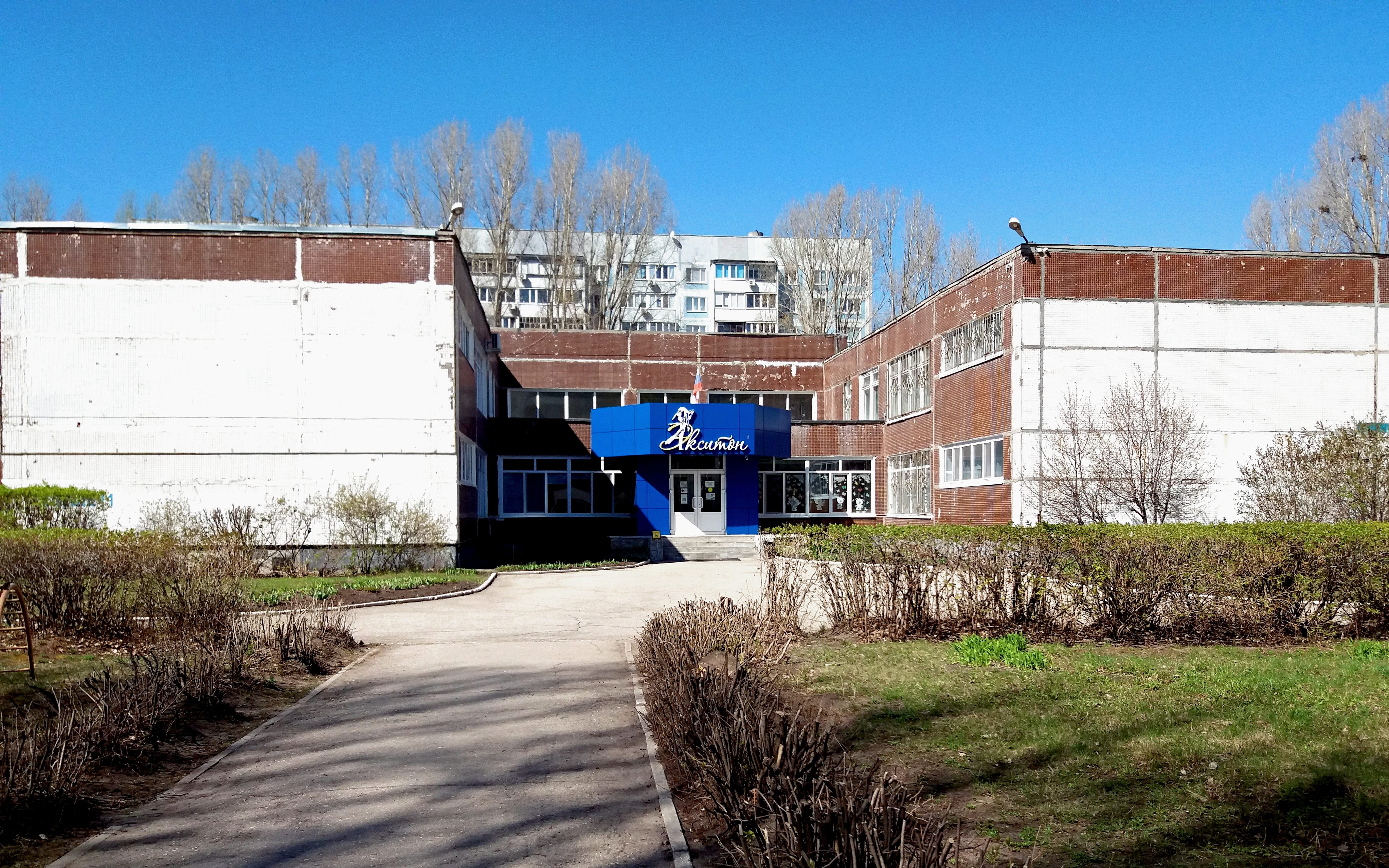
Здание балета «Экситон»
Центр детского творчества № 5 (филиал)
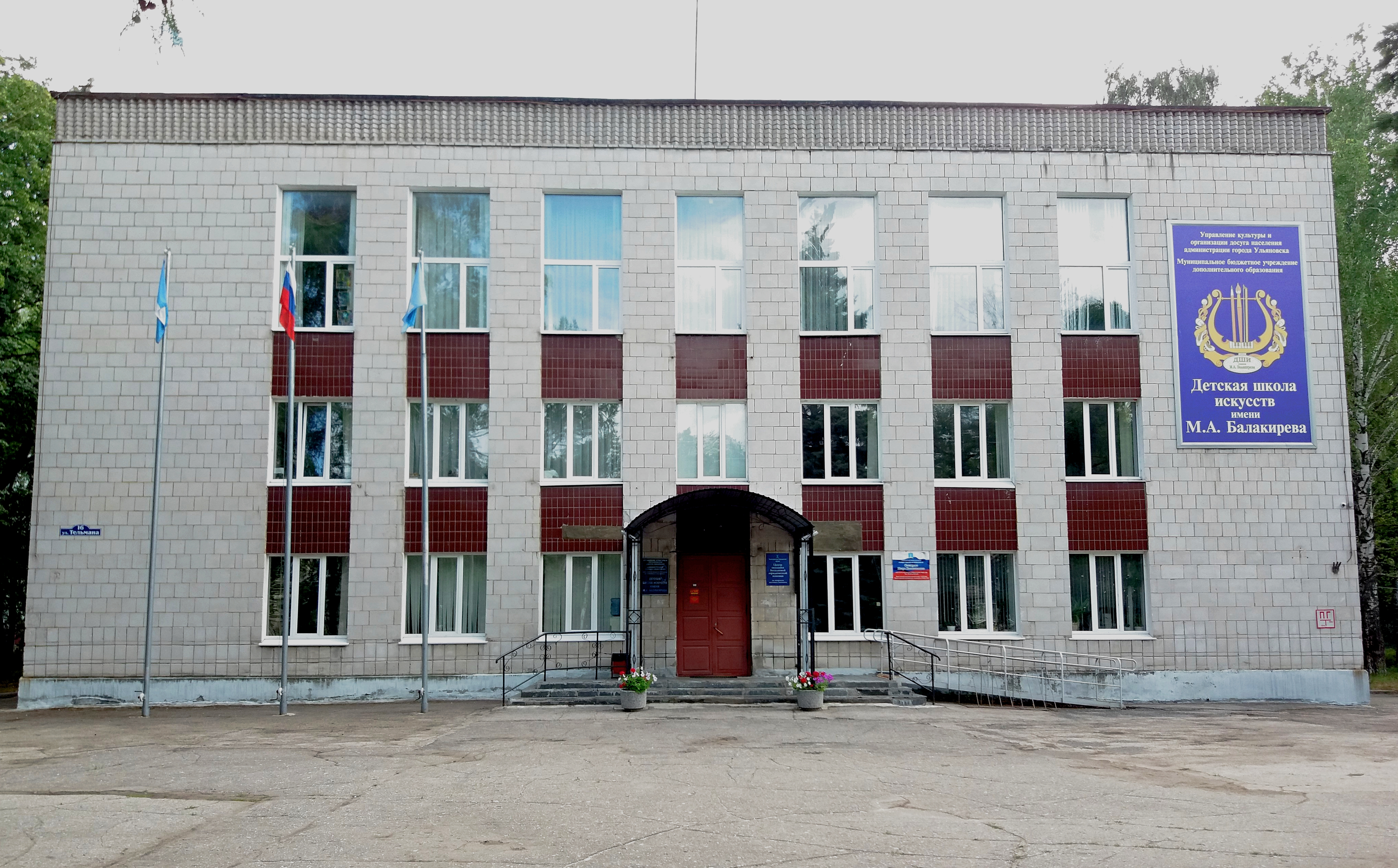
Детская школа искусств им. М. А. Балакирева.

### Библиотеки
На сегодняшний день в городе имеются 35 библиотек. Здесь сосредоточены крупнейшие библиотеки области, как универсальные, так и специализированные. Среди них можно выделить библиотеки, являющиеся подведомственными учреждениями правительства Ульяновской области:
- ОГБУК Дворец книги — Ульяновская областная научная библиотека им. В. И. Ленина

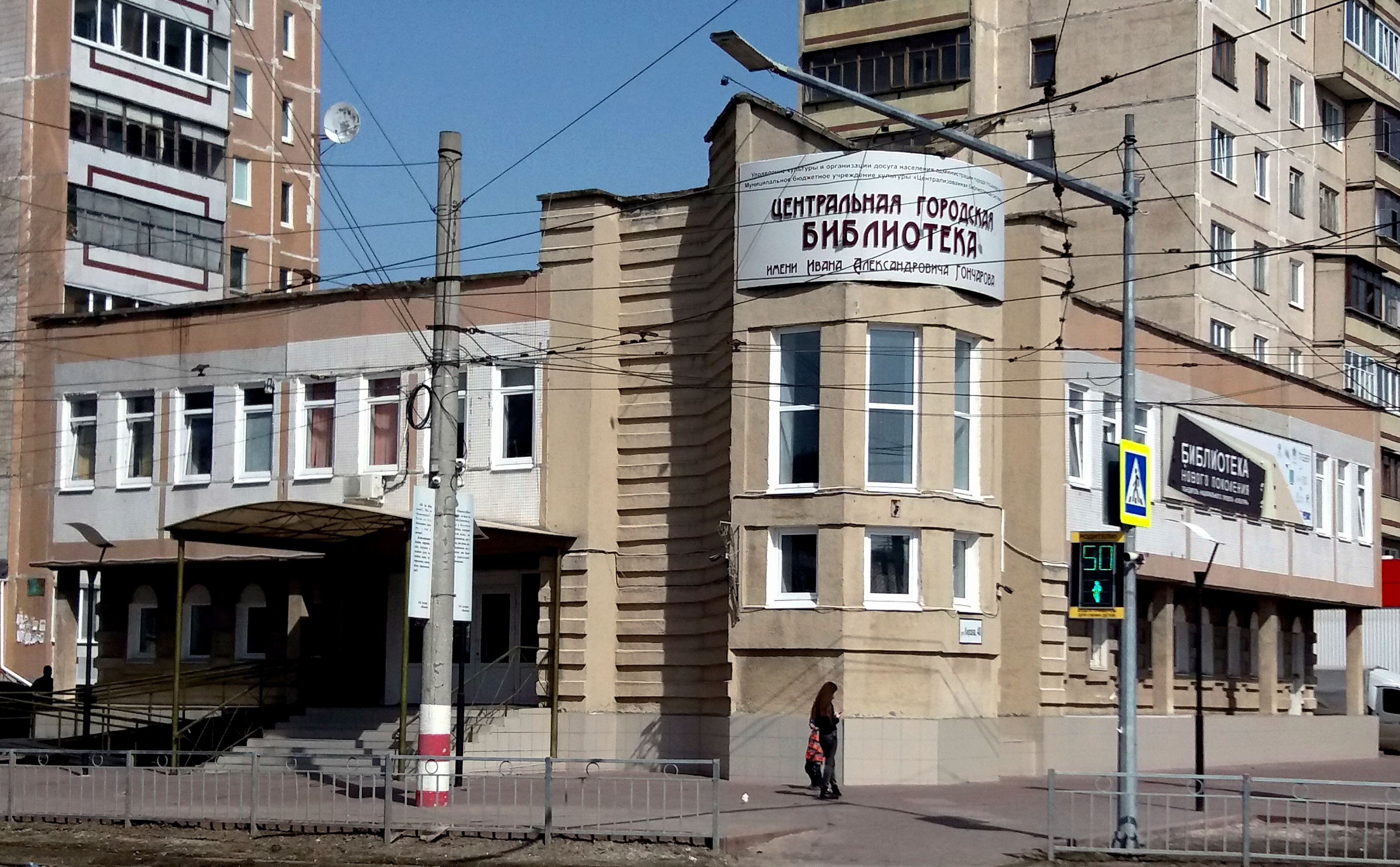
Центральная городская библиотека им. И. А. Гончарова.

- Центральная городская библиотека им. И. А. Гончарова.Центральная городская библиотека им. И. А. Гончарова (ул. Кирова, 40)
- Ульяновская областная библиотека для детей и юношества имени С. Т. Аксакова (Библиотека им. Аксакова, "Аксаковка") (ул. Минаева, 48)
- Ульяновская общественная библиотека (Локомотивная ул., 9)
- Ульяновская областная специальная библиотека для слепых (Верхнеполевая ул., 11)
- Авиационно-космическая библиотека им. Н. Г. Зырина (ул. Карбышева, 30)[170]

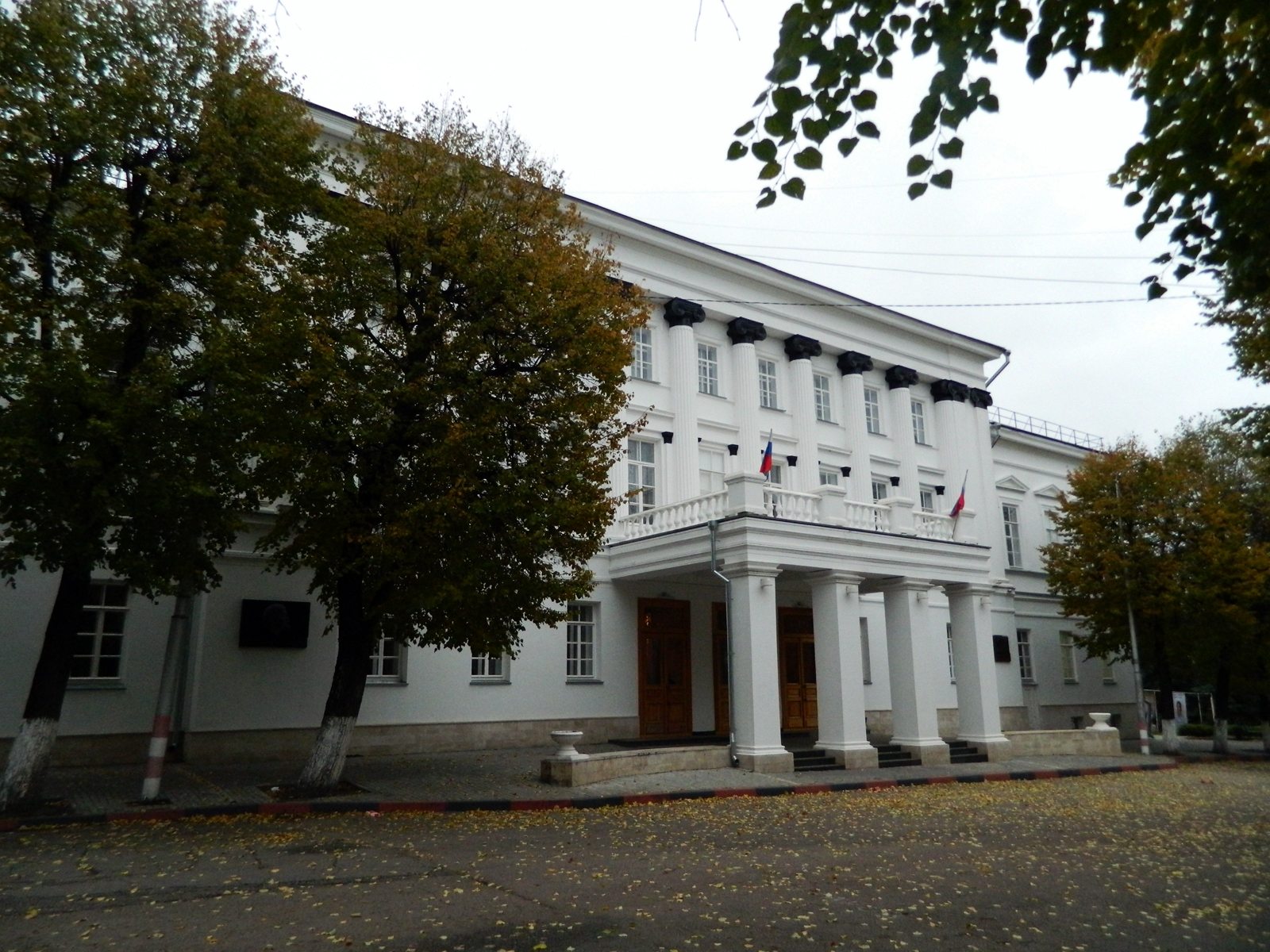
Ульяновская областная научная библиотека им. В. И. Ленина
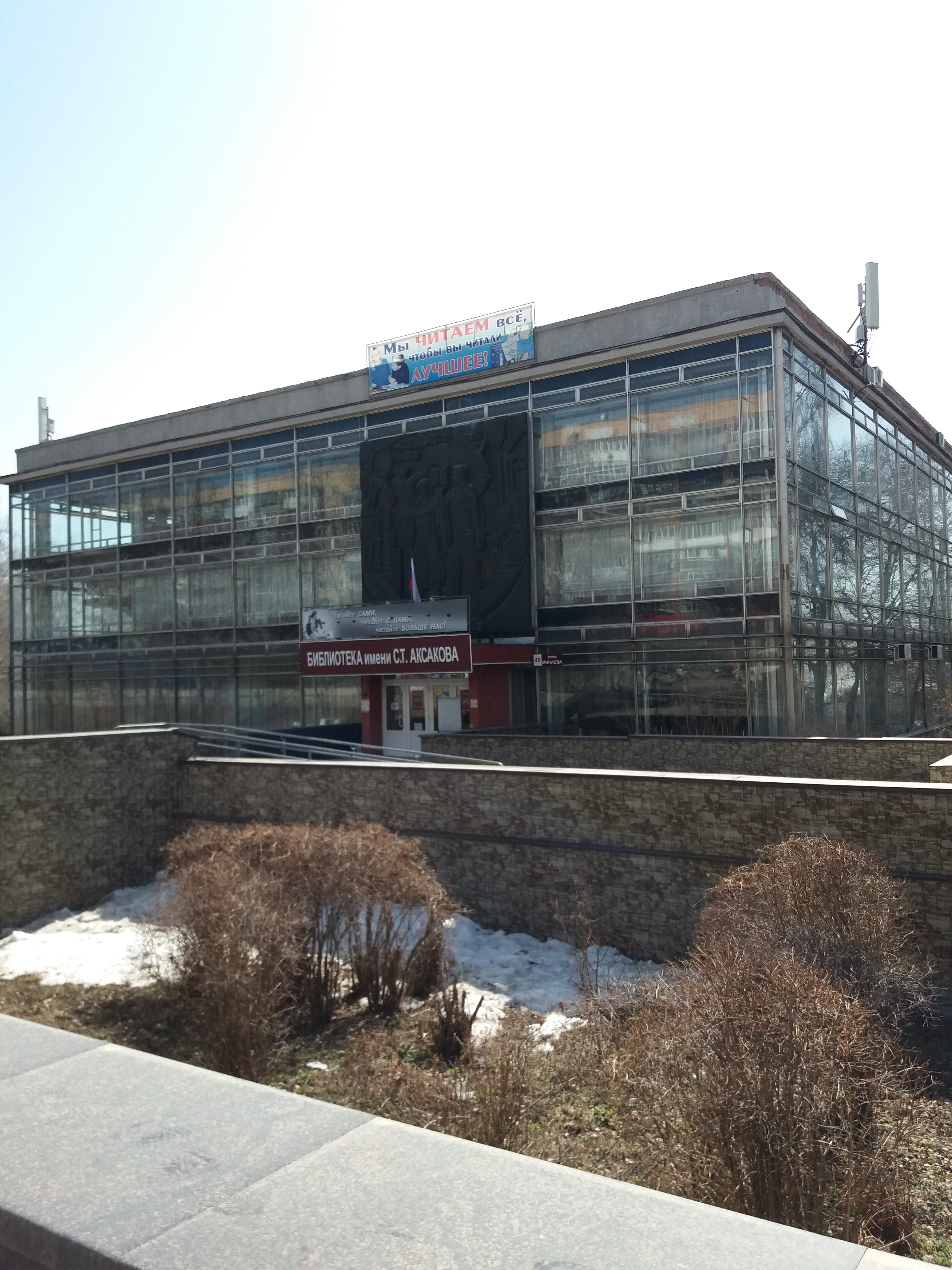
Библиотека для детей и юношества имени С. Т. Аксакова.
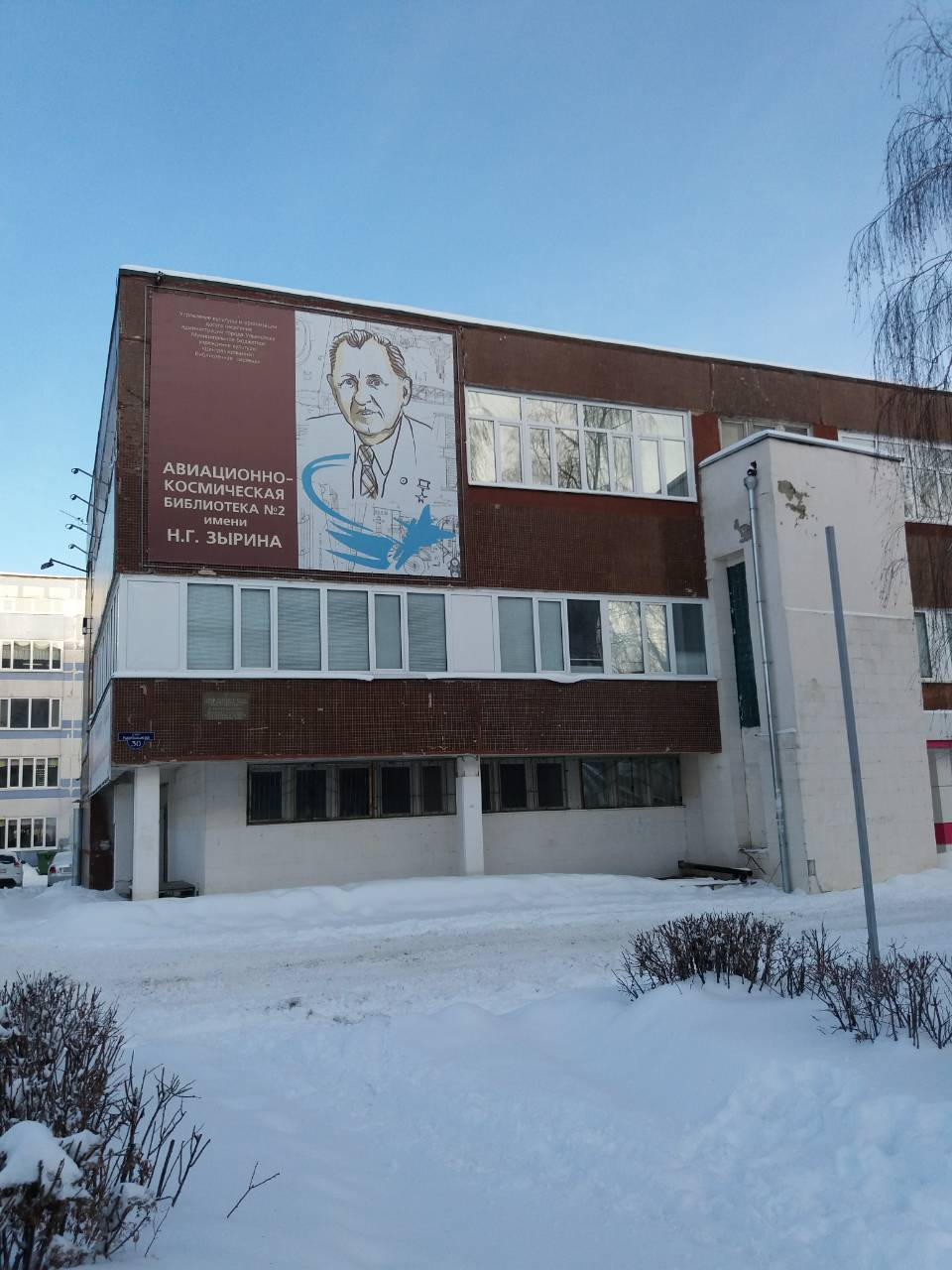
Библиотека им. Н. Г. Зырина
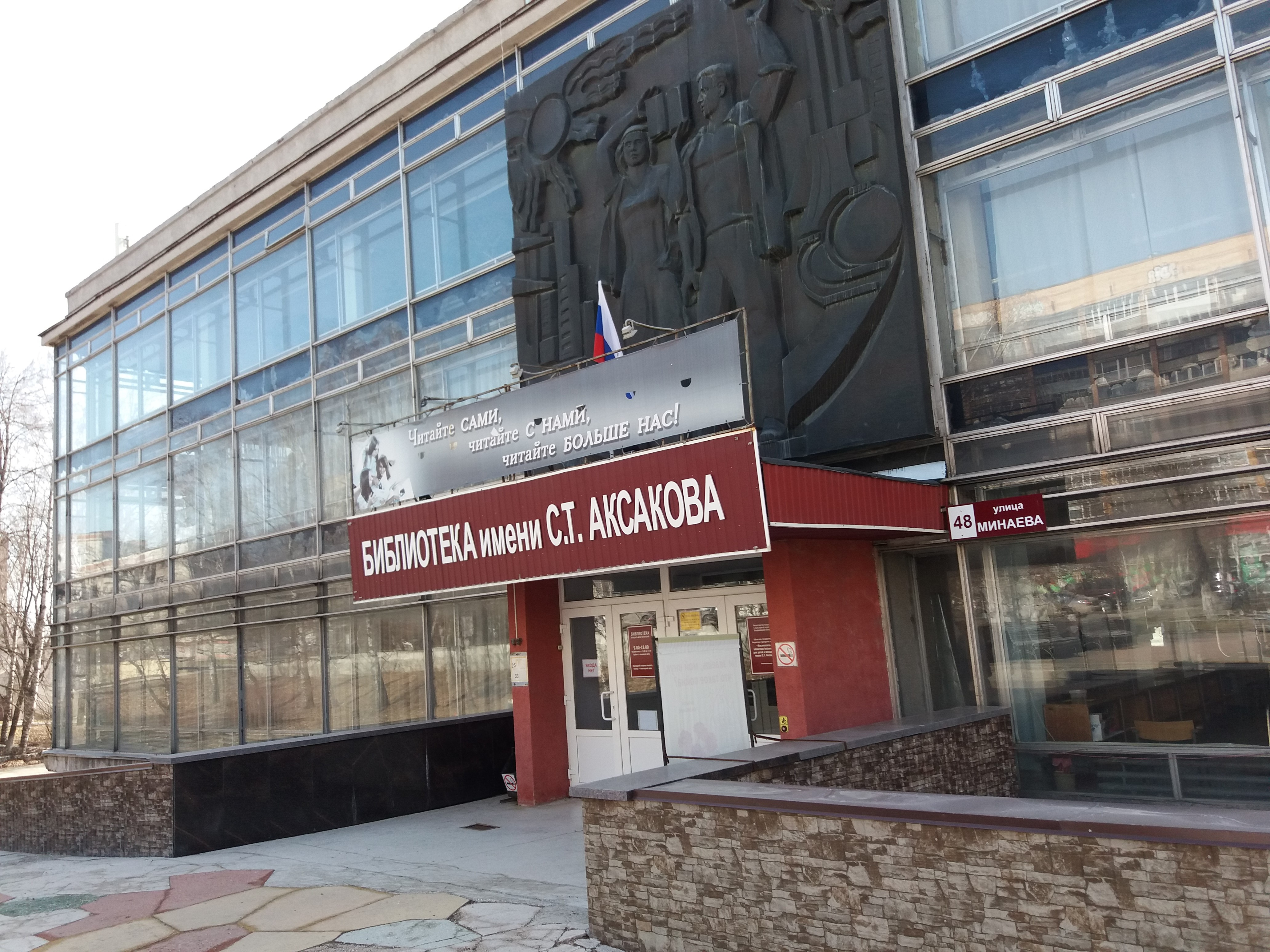
Библиотека имени Аксакова

## Персоналии города
В Симбирске-Ульяновске родились, жили и работали известные представители Российской культуры:
- Абрамов Анатолий Сергеевич — музыкант;
- Акчурин Юсуф Хасанович — писатель;
- Алексеев Николай Геннадиевич — дирижёр;
- Аликов Юрий Иванович — сценарист;
- Алякринский Михаил Григорьевич — архитектор;
- Андреев-Бурлак Василий Николаевич — актёр;
- Архангельский Дмитрий Иванович — художник[171];
- Арнольд Николай Владимирович — поэт;
- Айрапетян Рафик Арменакович — скульптор;
- Багаутдинов Рифкат Шайфутдинович — первый главный художник города;
- Байкова Римма Ивановна — актриса;
- Бекетов Платон Петрович — историк, издатель;
- Бенземан Иван Адольфович — архитектор;
- Березина Екатерина Анатольевна ― советская российская артистка, балерина;
- Билль-Белоцерковский Владимир Наумович — драматург;
- Бирюков Алексей Юрьевич — российский актёр театра и кино;
- Бобылёв Николай Иванович — русский прозаик, поэт[172].
- Благов Николай Николаевич — поэт;
- Варламов Александр Владимирович — композитор;
- Вольсов Феофан Евтихиевич — архитектор[173][174];
- Гончаров Иван Александрович — писатель;
- Глинка (Волжский) Александр Сергеевич — русский журналист, публицист, литературный критик, историк литературы;
- Глинка Глеб Александрович — советский поэт, прозаик, литературовед, критик и журналист.
- Глинка Яков Васильевич — начальник канцелярии Государственной думы, сенатор, мемуарист, после революции 1917 года — художник УДТ[175].
- Голодяевская Ирма Михайловна — советская певица (меццо-сопрано)[176][177].
- Горин Ефим Евграфович — изобретатель-самоучка, писатель[178];
- Гранин Даниил Александрович — советский и российский писатель, киносценарист, общественный деятель[179][180][181].
- Григорович Дмитрий Васильевич — писатель;
- Грин Александр Степанович — русский писатель, прозаик и поэт. Жил в Симбирске в зиму 1902—1903 годов и летом 1909 года[182].
- Грунин Юрий Васильевич — русский российский и казахстанский поэт.
- Гурьев Иван Петрович — русский советский художник, жил в городе с 1917 по 1933 год[26][183].
- Давыдов Денис Васильевич — поэт;
- Дондурей Даниил Борисович — культуролог;
- Дубровский Андрей Михайлович — советский художник-живописец;
- Дуров Алексей Данилович — актёр;
- Евзеров Владимир Эдуардович — советский и российский композитор и певец, Заслуженный артист Российской Федерации (2004).
- Егуткин Аркадий Ефимович — художник, председатель Ульяновского Союза художников России, Народный художник РФ[184][185].
- Жиркевич Александр Владимирович — русский поэт, прозаик, публицист, военный юрист, коллекционер, общественный деятель;
- Ивановский Виктор Людвигович — российский архитектор;
- Извольский Николай Александрович — актёр;
- Измайлова Асия Сафиулловна — певица (меццо-сопрано), педагог, народная артистка Татарской АССР, преподаватель Московской консерватории имени Чайковского.
- Ильин Николай Николаевич (Н. Нилли) — русский прозаик, поэт, публицист.
- Карамзин Николай Михайлович — историк;
- Караваева Анна Александровна — русская советская писательница[186].
- Кашкадамова Вера Васильевна — педагог, общественный деятель, основательница 2-й Симбирской женской гимназии.
- Клюев Анатолий Иванович — Заслуженный художник РФ, профессор факультета культуры и искусства УлГУ[187][188];
- Клюев Олег Анатольевич — скульптор[188][189][190][191][192][193][194][195][196];
- Коновалов Григорий Иванович — писатель;
- Коровин Степан Михайлович — русский переводчик, гравёр.
- Коринфский Аполлон Аполлонович — писатель;
- Коринфский Михаил Петрович — российский архитектор;
- Крутовских Сергей Аркадьевич — советский кибернетик и организатор производства, первый генеральный конструктор ЕС ЭВМ (1968—1971).
- Лабзин Александр Фёдорович — вице-президент Академии художеств.
- Ларин Евгений Степанович — писатель;
- Лентулов Аристарх Васильевич — русский и советский художник, живописец, сценограф[197].
- Лежнин Иван Васильевич ― советский и российский художник;
- Ливчак Фёдор Осипович — архитектор;
- Лок Дог — артист, певец;
- Максимова Галина Степановна — пианистка, концертмейстер;
- Мальцев Елизар Юрьевич — русский советский писатель. Лауреат Сталинской премии второй степени (1949)[198][199].
- Мельников Евгений Зиновьевич — писатель;
- Мерзликина Юлия Николаевна — российский художник, специалист в области декоративно-прикладного искусства (работа с художественным стеклом), член-корреспондент Российской академии художеств (2011), заслуженный художник РФ (2012).
- Минаев Дмитрий Дмитриевич — поэт;
- Минеев Владимир Константинович — российский актёр и спортсмен.
- Митрейкин Константин Никитич — советский поэт-конструктивист.
- Моравов Александр Викторович — русский советский художник, жил в городе во время эвакуации[200].
- Моторин Алексей Васильевич — художник;
- Назарьев Валериан Никанорович — русский общественный деятель, публицист.
- Нецветаев, Лев Николаевич — художник, поэт, мемуарист[201][202][203][204][205].
- Никифоров Валерий Владимирович — скульптор;
- Ожогин Иван Геннадьевич — российский певец;
- Ознобишин Дмитрий Петрович — писатель;
- Остроградский Алексей Николаевич — русский советский художник. Бывший директор Симбирского художественного музея.
- Павлов Пётр Васильевич — художник;
- Петров Евгений Степанович — кинорежиссёр[206];
- Пластов Аркадий Александрович — художник;
- Полторак Виктория Николаевна — российская актриса;
- Пономарёв Владимир Александрович — режиссёр;
- Потанин Гавриил Никитич — писатель;
- Пушкарёв Иван Ильич — историк;
- Романенко Андрей Викторович — оперный певец;
- Рогозикова, Зоя Дмитриевна — советская певица, заслуженная артистка РСФСР (с 1960 года), ведущая актриса Ленинградского театра музыкальной комедии.
- Рязанов Александр Всеволодович — музыкант, композитор;
- Садовников Дмитрий Николаевич — поэт;
- Сафронов Виктор Алексеевич — художник, почётный член РАХ, народный художник РСФСР (1983)[171];
- Сафронов Никас Степанович — художник;
- Сергеев Николай Петрович — советский дирижёр, Заслуженный артист РСФСР (1962), Заслуженный деятель искусств РСФСР (1975);
- Серов Эдуард Афанасьевич — дирижёр;
- Серафимович Александр Серафимович — советский писатель[207].
- Симаков Николай Евстафьевич — российский художник-рисовальщик.
- Скепнер Ольга Викторовна — вокалистка;
- Склярук Борис Николаевич — художник, заслуженный художник РСФСР[208];
- Скиталец (П. С. Петров) — писатель;
- Сумароков Евгений Николаевич — писатель;
- Станкевич Николай Владимирович — композитор;
- Старостина Елена Алексеевна — актриса, телеведущая, работала на Ульяновском телевидении (1985—1990);
- Стравинский Николай Алексеевич — музыкант;
- Столыпин Александр Алексеевич — мемуарист.
- Таиров Александр Яковлевич — режиссёр;
- Титовский Александр Иванович — художник[209][210][211][212][213];
- Трапицын Азарий Иванович — русский художник, живописец-пейзажист.
- Троицкий Николай Александрович — русский инженер-строитель, архитектор, политический деятель, прозаик, библиотекарь
- Трофимов Вадим Вадимович — художник-анималист;
- Тургенев Александр Иванович — историк;
- Тургенев Николай Иванович — публицист;
- Турская Любовь Александровна — скульптор, заслуженный художник РСФСР[214][215][216][217][218][194][219][220][221][222].
- Удалов Александр Андреевич — писатель;
- Узрютова Гала — российский поэт, прозаик, драматург;
- Ульянов Илья Николаевич — просветитель;
- Ульянова Ираида Викторовна — поэтесса;
- Устимова Вероника Игоревна — российская актриса кино и телевидения[223];
- Устюжанинов Анатолий Иванович — артист;
- Фабрикант Лев Борисович — строитель;
- Филатова Татьяна Олеговна — российская писательница[224][225][226];
- Хасанова Гузель Альфиковна — российская певица, победительница телешоу Новая Фабрика звёзд 2017 года[227];
- Чардынин, Пётр Иванович — актёр, режиссёр[228][229];
- Чернова Ольга Рудольфовна — журналист;
- Чехова Алёна Антоновна — российская актриса театра, кино и телевидения.
- Шадько Кларина Ивановна — актриса;
- Шагинян Мариэтта Сергеевна — русская-советская писательница, прозаик, историограф, Герой Социалистического Труда (1976)[230].
- Шодэ Август Августович — архитектор;
- Щеколдин Валерий Петрович — советский, российский фотограф, фотожурналист.
- Эрлих Вольф Иосифович — поэт;
- Юченков Глеб Иванович — артист;
- Языков Николай Михайлович — поэт;
- Яковлев Иван Яковлевич — просветитель;
- Ястребов Владислав Викторович — музыкальный библиограф;

## Известные группы города
- 901KM
- Aleks Ataman & Finik